# Список улиц Петрозаводска

На территории города Петрозаводска насчитывается 4181 наименование элементов улично-дорожной сети и планировочной структуры, в том числе: 1285 территорий, 542 квартала, 527 улиц, 376 проездов, 372 сквера, 344 переулка, 140 проулков, 130 парков, 128 аллей, 103 площади, 90 микрорайонов, 29 районов, 21 спуск, 20 бульваров, 20 садов, 12 шоссе, 11 набережных, 9 проспектов, 8 островов, 6 тупиков, 4 магистрали, 2 тракта, 1 вал, 1 разъезд..
Улицы города Петрозаводска, находящиеся в историческом центре города, неоднократно меняли свои наименования. Названия, появившиеся до начала XX века, складывались, а также менялись стихийно. Наименования улицам давались по особенностям рельефа (Болотная, Лесная, Подгорная, Каменистая), по населённым пунктам, в которые вели дороги (Вытегорская, Санкт-Петербургская улицы), по важным городским объектам (Соборная, Полицейская, Типографская, Казарменская, Военная улицы).
Первые официальные переименования были произведены в 1885—1912 годах решениями Петрозаводской городской Думы. Так, например, в 1885 году Английская улица была переименована в Мариинскую; Старополицейская улица в 1899 году стала Пушкинской; Соломенская и Древлянская улицы в 1902 году были переименованы в Жуковскую и Гоголевскую соответственно; в 1912 году Святнаволоцкая стала Бородинской (ныне проспект Ленина).
Значительное изменение названий улиц Петрозаводска произошло в 1918 году, к первой годовщине Октябрьской революции — было переименовано более 10 основных улиц.
К настоящему времени в городе сохранилось всего около 60 названий, сложившихся в XVIII и XIX веках
Присвоение наименований улицам, паркам и территориям города производится с учётом исторических и культурных традиций города, функционального назначения, местоположения, основных топонимических ориентиров, исторических особенностей местности..
Присвоение наименований адресным объектам города Петрозаводска осуществляется в соответствии с административным регламентом Администрации Петрозаводского городского округа по предоставлению муниципальной услуги «Подготовка и выдача документа о присвоении наименований улицам, площадям, иным территориям проживания граждан в городском округе, а также об установлении нумерации домов» с учётом решений Комиссии по присвоению наименований элементам улично-дорожной сети и планировочной структуры в границах Петрозаводского городского округа и Комиссии по культурно-историческому наследию, функционирующих при Администрации Петрозаводского городского округа.
| # А Б В Г Д Е Ё Ж З И К Л М Н О П Р С Т У Ф Х Ц Ч Ш Щ Э Ю Я |

## А
- Абитуриентский переулок
- Абрамовский переулок
- Аввакумовский сквер
- микрорайон Авиагородок
- Авиаторный проулок
- Авиационная площадь
- Автобусная площадь
- Автобусный проезд
- территория Автодорожный Городок
- территория Автоколонна-1123
- территория Автоколонна-1126
- проезд Автолюбителей
- сквер Автотранспортного Техникума
- Агрономический проезд
- квартал Агростанция
- проулок Адамовская Дорога
- сквер Академии Наук
- улица Академика Арсеньева
- 1-й проезд Академика Арсеньева
- 2-й проезд Академика Арсеньева
- Академический проезд
- сквер Аквамарин
- квартал Акварели
- Акварельный переулок
- переулок Аксентьева
- Алаборгская улица
- Алебастровый проулок
- сквер Александра Глазунова
- аллея Александра Калинина
- улица Александра Машакова
- улица Александра Меншикова
- проспект Александра Невского, бывш. пр. Урицкого, в период оккупации Петрозаводска финскими войсками (1941—1944) — Ukonkatu (рус. Улица Укко)[9]
- сквер Александра Пушкина
- сквер Александра Суворова
- проезд Александра Ушкова
- сквер Александра Шотмана
- Александровская площадь
- территория Александровская Пристань
- Александровский квартал
- Александровский проезд
- Александровский сквер
- территория Александровский Завод
- Алексеевская улица
- территория Алексеевский
- проезд Алексея Афанасьева
- парк Алексея Калинина
- аллея Алексея Мосунова
- аллея Алексея Сиверикова
- улица Алексея Фофанова
- Алитусская улица
- Амбарный переулок
- территория Американский Городок
- Анговский проулок
- улица Андрея Цветкова
- улица Андропова
- улица Аникиты Ярцова
- сквер Анны Лисицыной
- сквер Анны Рогозкиной
- улица Анны Романовой
- площадь Анохина
- улица Анохина, в период оккупации Петрозаводска финскими войсками (1941—1944) — Jääkärinkatu (рус. Егерская улица)[9]
- Анохинский микрорайон
- Анохинский проезд
- площадь Антикайнена
- улица Антикайнена
- улица Антонова
- Антушевская улица
- Апрельский проезд
- Аптекарский сквер
- Армейский переулок
- территория Армстронгов Наволок
- Армстронговский сквер
- Артезианский переулок
- Архангельская улица
- Археологический переулок
- Архивный переулок
- Архивный сквер
- парк Архиерейская Дача
- улица Архипова
- Аспирантский переулок
- территория Асспосёлок
- сквер Ауринко
- Афонинский переулок
- территория Аэропорт Пески

## Б
- улица Бабушкина
- Багажный переулок
- улица Баландина
- микрорайон Балбекова
- Балтийская улица
- Балтийский проезд
- Балтийский сквер
- Банковский сквер
- Банный переулок
- район Бараний Берег
- улица Бараний Берег
- Бассейный переулок
- Бассейный проулок
- Башенный проезд
- аллея Безопасности Дорожного Движения
- Безымянный сквер
- парк Безымянный Ручей
- переулок Безымянный Ручей
- сквер Белая Роща
- проезд Белинского
- улица Белинского
- Беличий проезд
- парк Беличий Остров
- Белогорская улица
- Беломорская улица
- Беломорский сквер
- аллея Беломорско-Онежского Пароходства
- Белорусская улица, в период оккупации Петрозаводска финскими войсками (1941—1944) — Seesjärvenkatu (рус. Сегозерская улица)[9]
- Белорусский переулок
- квартал Белые Ночи
- улица Белые Ночи
- территория Беляевская Сторона
- Беляевский проезд
- Бенедиктовская улица
- Береговая площадь
- Береговая улица
- Береговой переулок
- Береговой остров
- сквер Берёзка
- Берёзовая аллея
- квартал Берёзовая Роща
- парк Берёзовая Роща
- территория Берёзовые Сельги
- Бесовецкая улица
- Библиотечный сквер
- Биологическая улица
- Биржевая улица
- Благодатная улица
- Боевой проезд
- Болотный переулок
- Больничная аллея
- Больничный переулок
- Больничный сквер
- территория Больничный Городок
- парк Большая Ваара
- территория Большая Ваара
- микрорайон Большая Медведица
- переулок Большая Медведица
- проезд Большая Медведица
- Большой Зимницкий переулок
- Большой Лесоводческий переулок
- территория Большой Наволок
- проезд Большой Ручей
- сквер Большой Ручей
- Бондарный проулок
- Борисовская улица
- территория Борнаволок
- Борнаволокская улица
- Борнаволокский сквер
- Боровая улица
- Боровой переулок
- Бородинская улица
- Бородинский переулок
- Бородинский сквер
- Ботаническая улица
- Ботанический переулок
- Ботанический сад
- улица Ботанический Сад
- территория Брандвахта
- Брандмейстерный проулок
- улица Братьев Озеровых
- Бревенчатый переулок
- Брекчиевый переулок
- Брендоевская площадь
- Брестская улица
- Брусничный проезд
- Бубриховский сквер
- территория Букаревщина
- Буксирный проулок
- Бумажный переулок
- Бутенантская улица
- Бутовый переулок
- Былинный сквер

## В
- Вагонный переулок
- Важеозерский проулок
- Важинский переулок
- Валаамский проезд
- Валдайский проезд
- Валунный проулок
- Варашевская улица
- набережная Варкауса
- улица Варламова
- Варницкий проезд
- сквер Василия Баранова
- сквер Василия Зайцева
- улица Василия Маргелова
- Васильевская улица
- переулок Ватутина
- улица Ватутина
- Ведлозерская улица
- Велосипедная аллея
- 2-я Велосипедная аллея
- Вепсский проезд
- Вересковый проезд
- Верфяной переулок
- площадь Верхнее Чапаевское Кольцо
- Верхнеужесельгский парк
- территория Верхний Неглинский Мост
- парк Верхняя Томица
- Верховский тупик
- Весенний проезд
- Весовая площадь
- аллея Ветеранов
- улица Ветеранов
- аллея Ветеранов Карельской Госавтоинспекции
- Ветеринарный переулок
- Ветровой переулок
- Вечерний сквер
- площадь Вечный Огонь
- сквер Вечный Огонь
- Вешкелицкий проулок
- Вешний переулок
- Взлётный сквер
- Виданская улица
- Видлицкий проезд
- улица Виктора Гудкова
- Вилговский проезд
- парк Вилда
- переулок Вилда
- улица Вильгельма де Геннина
- Вирмская улица
- проезд Владимира Баскова
- сквер Владимира Морозова
- улица Владимира Пчелинцева
- сквер Владимирка
- Владимирская улица
- Внутренний сквер
- 1-й Внутриквартальный проезд
- 2-й Внутриквартальный проезд
- 3-й Внутриквартальный проезд
- 4-й Внутриквартальный проезд
- 5-й Внутриквартальный проезд
- 6-й Внутриквартальный проезд
- 7-й Внутриквартальный проезд
- 8-й Внутриквартальный проезд
- 9-й Внутриквартальный проезд
- 10-й Внутриквартальный проезд
- 11-й Внутриквартальный проезд
- 12-й Внутриквартальный проезд
- 13-й Внутриквартальный проезд
- 14-й Внутриквартальный проезд
- 15-й Внутриквартальный проезд
- 16-й Внутриквартальный проезд
- 17-й Внутриквартальный проезд
- 18-й Внутриквартальный проезд
- 19-й Внутриквартальный проезд
- 20-й Внутриквартальный проезд
- 21-й Внутриквартальный проезд
- 22-й Внутриквартальный проезд
- 23-й Внутриквартальный проезд
- 24-й Внутриквартальный проезд
- 25-й Внутриквартальный проезд
- 26-й Внутриквартальный проезд
- 27-й Внутриквартальный проезд
- 28-й Внутриквартальный проезд
- 29-й Внутриквартальный проезд
- 30-й Внутриквартальный проезд
- 31-й Внутриквартальный проезд
- 32-й Внутриквартальный проезд
- 33-й Внутриквартальный проезд
- 34-й Внутриквартальный проезд
- 35-й Внутриквартальный проезд
- 36-й Внутриквартальный проезд
- 37-й Внутриквартальный проезд
- 38-й Внутриквартальный проезд
- 39-й Внутриквартальный проезд
- 40-й Внутриквартальный проезд
- 41-й Внутриквартальный проезд
- 42-й Внутриквартальный проезд
- 43-й Внутриквартальный проезд
- 44-й Внутриквартальный проезд
- 45-й Внутриквартальный проезд
- 46-й Внутриквартальный проезд
- 47-й Внутриквартальный проезд
- 48-й Внутриквартальный проезд
- 49-й Внутриквартальный проезд
- 50-й Внутриквартальный проезд
- 51-й Внутриквартальный проезд
- 52-й Внутриквартальный проезд
- 53-й Внутриквартальный проезд
- 54-й Внутриквартальный проезд
- 55-й Внутриквартальный проезд
- 56-й Внутриквартальный проезд
- 57-й Внутриквартальный проезд
- 58-й Внутриквартальный проезд
- 59-й Внутриквартальный проезд
- 60-й Внутриквартальный проезд
- 61-й Внутриквартальный проезд
- 62-й Внутриквартальный проезд
- 63-й Внутриквартальный проезд
- 64-й Внутриквартальный проезд
- 65-й Внутриквартальный проезд
- 66-й Внутриквартальный проезд
- 67-й Внутриквартальный проезд
- 68-й Внутриквартальный проезд
- 69-й Внутриквартальный проезд
- 70-й Внутриквартальный проезд
- 71-й Внутриквартальный проезд
- 72-й Внутриквартальный проезд
- 73-й Внутриквартальный проезд
- 74-й Внутриквартальный проезд
- 75-й Внутриквартальный проезд
- 76-й Внутриквартальный проезд
- 77-й Внутриквартальный проезд
- 78-й Внутриквартальный проезд
- 79-й Внутриквартальный проезд
- 80-й Внутриквартальный проезд
- 81-й Внутриквартальный проезд
- 82-й Внутриквартальный проезд
- 83-й Внутриквартальный проезд
- 84-й Внутриквартальный проезд
- 85-й Внутриквартальный проезд
- 86-й Внутриквартальный проезд
- Водлинский переулок
- Водлозерский сквер
- микрорайон Водников
- улица Водников
- Водокачный спуск
- Водолазный переулок
- Водонапорная улица
- территория Водонапорная Слобода
- Военный проезд
- 1-й Военный проезд
- 2-й Военный проезд
- Вожанский переулок
- Возвышенный сквер
- Вознесенская площадь
- Вознесенское шоссе
- Возрицкий проулок
- аллея Воинов-Интернационалистов
- Воинский переулок
- аллея Воинской Славы
- Войницкий переулок
- Вологодская улица
- улица Володарского, в период оккупации Петрозаводска финскими войсками (1941—1944) — Inkerinkatu (рус. Ингерманландская улица)[9]
- Воломская улица
- Волонтёрский переулок
- Волостной сквер
- Волховская улица, в период оккупации Петрозаводска финскими войсками (1941—1944) — Kalmistonkatu (рус. Погостская улица)[9]
- Вольная улица
- Вольный переулок
- Вольный проезд
- Вонжинский переулок
- Вороний проезд
- проезд Вороний Наволок
- сквер Вороний Наволок
- территория Вороний Наволок
- сквер Вороний Нос
- квартал ВОС
- Восточная аллея
- Восточная улица
- улица Восьмого Марта
- Воткинский сквер
- Врачебный проезд
- территория Вторая Площадка ОТЗ
- сквер Второй Гидроэлектростанции
- Вузовский сквер
- микрорайон Вузовский Городок
- Въезжая площадь
- Выборгская улица
- территория Выгойнаволок
- Выгойнаволокский проезд
- Выгорецкий переулок
- аллея Выпускников
- Высокий проулок
- Высотная аллея
- Высотная улица
- Высотный проезд
- Высотный сквер
- площадь Вытегорские Ворота
- Вытегорский переулок
- Вытегорский сквер
- территория Вытегорский Переезд
- Вытегорское шоссе, в период оккупации Петрозаводска финскими войсками (1941—1944) — Syvärintie (рус. Свирская улица)[9]
- Вьюжный проезд
- Вяртсильский переулок

## Г
- Габозерская улица
- площадь Гагарина
- Газетный проезд
- территория Гангас
- территория Гапнаволок
- Гапнаволокский проезд
- Гапнаволокский сквер
- Гаражный проезд
- квартал Гармония
- территория Гарнизон Томицы
- улица Гарнизон Томицы
- Гарницкий переулок
- Гасконадный проезд
- Гвардейская улица
- 1-й Гвардейский переулок
- 2-й Гвардейский переулок
- 3-й Гвардейский переулок
- 4-й Гвардейский переулок
- 5-й Гвардейский переулок
- 6-й Гвардейский переулок
- сквер Гельмера Синисало
- улица Генерала Гореленко
- улица Генерала Судакова
- улица Генерала Терёхина
- улица Генерала Фролова
- Географическая улица
- Геологический сквер
- проезд Геологов
- сквер Георгия Семёнова
- сквер Георгия Терацуянца
- территория Геренаволок
- улица Германа Титова
- аллея Героев
- проезд Героев-Десантников
- сквер Героев-Медиков
- аллея Героев Советско-Финляндской Войны
- аллея Героев Труда
- улица Герцена, в период оккупации Петрозаводска финскими войсками (1941—1944) — Aunuksenkatu (рус. Олонецкая улица)[9]
- Гидроплановый проулок
- территория Гидропорт
- Гидропортовый спуск
- Гимназический проулок
- Гимнастический переулок
- Гимольский переулок
- Гиперборейский сквер
- Гирвасский проезд
- Главная площадь
- квартал Главсевзапстроя
- Гладкий проезд
- улица Глинки
- Глиняный проезд
- Глухариный переулок
- Глухой переулок
- территория Гоголевский Путепровод
- улица Гоголя, в период оккупации Петрозаводска финскими войсками (1941—1944) — Asemiehenkatu (рус. Военная улица)[9]
- сквер Голикова
- площадь Голикова Гора
- район Голиковка
- улица Голиковка
- микрорайон Голиковка-1
- микрорайон Голиковка-2
- микрорайон Голиковка-3
- микрорайон Голиковка-4
- микрорайон Голиковка-5
- микрорайон Голиковка-6
- Голиковский парк
- Голиковский проезд
- переулок Гончарова
- Гордейская аллея
- территория Горелая Земля
- Гористая площадь
- Гористая улица
- Горная улица
- микрорайон Город Солнца
- сквер Город Солнца
- аллея Города Воинской славы
- Городнический проезд
- площадь Городов-Побратимов
- территория Городок
- территория Городок-2
- территория Городок-3
- территория Городок-4
- территория Городок-5
- территория Городок-6
- территория Городок-7
- территория Городок-12
- территория Городок-13
- территория Городок-19
- территория Городок-48
- территория Городок-53
- территория Городок-61
- территория Городок-94
- территория Городок-649
- территория Городок Водоканалов
- территория Городок Нефтебазы
- территория Городок Рыбка
- Городская площадь
- Городской вал
- сквер Горсовета
- Госпитальный сквер
- Господарёвская аллея
- Гостиничный сад
- Гостиный проезд
- Государев сад
- Гражданская улица
- Гражданский переулок
- Гранитная улица
- Граничный сквер
- Грибная улица
- улица Грибоедова, в период оккупации Петрозаводска финскими войсками (1941—1944) — Vuokkiniemenkatu (рус. Вокнаволокская улица)[9]
- улица Григорьева
- территория Громовская Сторона
- Громовский проезд
- парк Громовское Кладбище
- территория ГРС «Южная»
- Грузовая магистраль
- Грузовой переулок
- территория ГСК «Автогараж-1»
- территория ГСК «Автогараж-2»
- территория ГСК «Автолюбитель»
- территория ГСК «Автолюбитель-1»
- территория ГСК «Автолюбитель-2»
- территория ГСК «Автомобилист»
- территория ГСК «Автомобилист» (Октябрьский)
- территория ГСК «Автомобиль»
- территория ГСК «Авангард»
- территория ГСК «Авангард-2»
- территория ГСК «Авангард-3»
- территория ГСК «Агродор»
- территория ГСК «Агром»
- территория ГСК «Азимут»
- территория ГСК «Альгес»
- территория ГСК «Ампер»
- территория ГСК «Арал»
- территория ГСК «Баграм»
- территория ГСК «Бакалея»
- территория ГСК «Балтийский-1»
- территория ГСК «Балтийский-2»
- территория ГСК «Балтийский-3»
- территория ГСК «Балтийский-3-Пристройка»
- территория ГСК «Балтийский-4»
- территория ГСК «Балтийский-5»
- территория ГСК «Батя»
- территория ГСК «Берёзка»
- территория ГСК «Берёзка-1»
- территория ГСК «Берёзка-3»
- территория ГСК «Берёзка-4»
- территория ГСК «Берёзка-5»
- территория ГСК «Берёзка-6»
- территория ГСК «Берёзка-8»
- территория ГСК «Берёзка-10»
- территория ГСК «Берёзка-11»
- территория ГСК «Берёзка-12»
- территория ГСК «Берёзка-13»
- территория ГСК «Берёзка-Ю»
- территория ГСК «Бетон»
- территория ГСК «Боровая»
- территория ГСК «Боровая-2»
- территория ГСК «Боровая-3»
- территория ГСК «Боровая-5»
- территория ГСК «Боровая-6»
- территория ГСК «Боровая-7»
- территория ГСК «Вагонник»
- территория ГСК «Варламовский»
- территория ГСК «Ватро»
- территория ГСК «Ветвь»
- территория ГСК «Ветеран»
- территория ГСК «Ветеран» (Голиковка)
- территория ГСК «Ветеран-1»
- территория ГСК «Ветеран-19»
- территория ГСК «Водник»
- территория ГСК «Водник-2»
- территория ГСК «Волга»
- территория ГСК «Волна»
- территория ГСК «Волна» (Первомайский)
- территория ГСК «Волна-1»
- территория ГСК «Волна-2»
- территория ГСК «Волна-3»
- территория ГСК «Волна-8»
- территория ГСК «Волна-9»
- территория ГСК «Воробей»
- территория ГСК «Восток»
- территория ГСК «Восход»
- территория ГСК «Восход-1»
- территория ГСК «Восход-1» (Ключевая)
- территория ГСК «Восход-2»
- территория ГСК «Восход-2» (Железнодорожный)
- территория ГСК «Восход-2» (Ключевая)
- территория ГСК «Восход-2» (Октябрьский)
- территория ГСК «Восход-2» (Центр)
- территория ГСК «Восход-3»
- территория ГСК «Восход-3» (Ключевая)
- территория ГСК «Восход-4»
- территория ГСК «Восход-4» (Ключевая)
- территория ГСК «Восход-5»
- территория ГСК «Восход-5» (Ключевая)
- территория ГСК «Восход-6»
- территория ГСК «Восход-6» (Ключевая)
- территория ГСК «Восход-7»
- территория ГСК «Восход-7» (Ключевая)
- территория ГСК «Восход-8»
- территория ГСК «Восход-9»
- территория ГСК «Восход-9» (Ключевая)
- территория ГСК «Восход-11»
- территория ГСК «Восход-12»
- территория ГСК «Высотный-1»
- территория ГСК «Высотный-2»
- территория ГСК «Высотный-3»
- территория ГСК «Газни Плюс»
- территория ГСК «Гараж-18»
- территория ГСК «Гастрэкт-1»
- территория ГСК «Гвардейский»
- территория ГСК «Герат»
- территория ГСК «Гидротехник»
- территория ГСК «Гранит»
- территория ГСК «Грибоедовское»
- территория ГСК «Гудок»
- территория ГСК «Гудок» (Голиковка)
- территория ГСК «Гудок-1»
- территория ГСК «Гудок-2»
- территория ГСК «Гудок-3»
- территория ГСК «Движенец-1»
- территория ГСК «Движенец-2»
- территория ГСК «Двор»
- территория ГСК «Доблесть»
- территория ГСК «Древлянка-1-1»
- территория ГСК «Древлянка-1-3»
- территория ГСК «Древлянка-1-4»
- территория ГСК «Древлянка-21»
- территория ГСК «Древлянский»
- территория ГСК «Древлянский-96»
- территория ГСК «Дружба-1»
- территория ГСК «Дружина»
- территория ГСК «Дружина» (Комсомольский)
- территория ГСК «Елмукса»
- территория ГСК «Железнодорожник»
- территория ГСК «Загородный-1»
- территория ГСК «Загородный-2»
- территория ГСК «Загородный-3»
- территория ГСК «Загородный-4»
- территория ГСК «Загородный-5»
- территория ГСК «Загородный-6»
- территория ГСК «Загородный-7»
- территория ГСК «Загородный-8»
- территория ГСК «Загородный-9»
- территория ГСК «Загородный-10»
- территория ГСК «Загородный-11»
- территория ГСК «Закат»
- территория ГСК «Зарека»
- территория ГСК «Зарека» (Голиковка)
- территория ГСК «Заря»
- территория ГСК «Заря-1»
- территория ГСК «Заря-1» (Железнодорожный)
- территория ГСК «Заря-2»
- территория ГСК «Заря-2» (Железнодорожный)
- территория ГСК «Заря-3»
- территория ГСК «Заря-4»
- территория ГСК «Заря-4» (Железнодорожный)
- территория ГСК «Заря-5»
- территория ГСК «Заря-6»
- территория ГСК «Заря-7»
- территория ГСК «Заря-8»
- территория ГСК «Заря-9»
- территория ГСК «Звезда»
- территория ГСК «Звезда» (Зарека)
- территория ГСК «Звезда-1»
- территория ГСК «Звезда-2»
- территория ГСК «Зебра»
- территория ГСК «Зелёный-1»
- территория ГСК «Земляне»
- территория ГСК «Иваныч»
- территория ГСК «Изолятор»
- территория ГСК «Импульс-1»
- территория ГСК «Импульс-2»
- территория ГСК «Импульс-3»
- территория ГСК «Импульс-4»
- территория ГСК «Импульс-5»
- территория ГСК «Импульс-6»
- территория ГСК «Импульс-7»
- территория ГСК «Импульс-8»
- территория ГСК «Импульс-9»
- территория ГСК «Импульс-10»
- территория ГСК «Интеграл»
- территория ГСК «Интернационалист-2»
- территория ГСК «Интернационалист-Плюс»
- территория ГСК «Искра»
- территория ГСК «Искра-1»
- территория ГСК «Искра-1» (Первомайский)
- территория ГСК «Искра-2»
- территория ГСК «Искра-2» (Первомайский)
- территория ГСК «Искра-3»
- территория ГСК «Искра-3» (Первомайский)
- территория ГСК «Искра-4»
- территория ГСК «Искра-5»
- территория ГСК «Искра-6»
- территория ГСК «Искра-7»
- территория ГСК «Искра-8»
- территория ГСК «Искра-9»
- территория ГСК «Калевала»
- территория ГСК «Калевала» (Первомайский)
- территория ГСК «Каменный Бор»
- территория ГСК «Каменный Бор-2»
- территория ГСК «Капля»
- территория ГСК «Каскад-1»
- территория ГСК «Каста»
- территория ГСК «Кванта»
- территория ГСК «Кварцит»
- территория ГСК «КИВ»
- территория ГСК «Кивач ЮКЭС»
- территория ГСК «Ключ-1»
- территория ГСК «Ключ-2»
- территория ГСК «Ключ-3»
- территория ГСК «Ключевая-3»
- территория ГСК «Ключевой-1»
- территория ГСК «Ключевой-2»
- территория ГСК «Ключевой-4»
- территория ГСК «Ключевой-5»
- территория ГСК «Колёса»
- территория ГСК «Колибри»
- территория ГСК «Колос»
- территория ГСК «Колос-1»
- территория ГСК «Колос-2»
- территория ГСК «Колос-3»
- территория ГСК «Колос-4»
- территория ГСК «Колос-5»
- территория ГСК «Колос-6»
- территория ГСК «Колос-7»
- территория ГСК «Кольцо»
- территория ГСК «Комарик»
- территория ГСК «Коммунальник-2»
- территория ГСК «Корд»
- территория ГСК «Космос-1»
- территория ГСК «Космос-2»
- территория ГСК «Краснофлотский»
- территория ГСК «Кристалл-1»
- территория ГСК «Кристалл-2»
- территория ГСК «Кристалл-3»
- территория ГСК «Кристалл-4»
- территория ГСК «Кристалл-5»
- территория ГСК «Кристалл-6»
- территория ГСК «Кристалл-7-7-А»
- территория ГСК «Кристалл-9»
- территория ГСК «Кристалл-9-Пристройка»
- территория ГСК «Кристалл-10»
- территория ГСК «Кристалл-10-А»
- территория ГСК «Кристалл-11»
- территория ГСК «Кристалл-11-А»
- территория ГСК «Кукковка»
- территория ГСК «Курган-1»
- территория ГСК «Курган-2»
- территория ГСК «Курган-3»
- территория ГСК «Курган-4»
- территория ГСК «Курган-4-А»
- территория ГСК «Курган-5»
- территория ГСК «Курган-6»
- территория ГСК «Курган-7»
- территория ГСК «Курган-8»
- территория ГСК «Курган-9»
- территория ГСК «Курган-10»
- территория ГСК «Курган-10» (Голиковка)
- территория ГСК «Лабиринт»
- территория ГСК «Лава»
- территория ГСК «Лада»
- территория ГСК «Лада-2»
- территория ГСК «Лада-Прим»
- территория ГСК «Ленинградец»
- территория ГСК «Лес»
- территория ГСК «Лес-2»
- территория ГСК «Лесной»
- территория ГСК «Лесной» (Рыбка)
- территория ГСК «Лесной-1»
- территория ГСК «Лесной-2»
- территория ГСК «Лесной-3»
- территория ГСК «Лесной-5»
- территория ГСК «Лесной-9»
- территория ГСК «Локомотив»
- территория ГСК «Локомотив» (Первомайский)
- территория ГСК «Локомотив-1»
- территория ГСК «Локомотив-2»
- территория ГСК «Локомотив-3»
- территория ГСК «Локомотив-4»
- территория ГСК «Локомотивный»
- территория ГСК «Лососинка-1»
- территория ГСК «Лососинка-2»
- территория ГСК «Лососинка-2-3»
- территория ГСК «Лососинка-3»
- территория ГСК «Лососинка-4»
- территория ГСК «Лососинка-5»
- территория ГСК «Лососинка-6»
- территория ГСК «Лососинка-7»
- территория ГСК «Лососинка-8»
- территория ГСК «Лососинка-10»
- территория ГСК «Лососинка-10-3»
- территория ГСК «Лососинка-10-А»
- территория ГСК «Лососинка-14»
- территория ГСК «Лососинка-18»
- территория ГСК «Лососинка-18-А»
- территория ГСК «Лососинка-20»
- территория ГСК «Лососинка-26»
- территория ГСК «Лососинка-27»
- территория ГСК «Лососинка-28»
- территория ГСК «Лососинка-29»
- территория ГСК «Луч»
- территория ГСК «Луч» (Октябрьский)
- территория ГСК «Магистраль»
- территория ГСК «Манёвр»
- территория ГСК «Марс»
- территория ГСК «Мастерок»
- территория ГСК «Машезерский»
- территория ГСК «Маяк-1»
- территория ГСК «Маяк-2»
- территория ГСК «Маяк-2-Пристройка»
- территория ГСК «Маяк-3»
- территория ГСК «Маяк-3-Пристройка»
- территория ГСК «Маяк-4»
- территория ГСК «Маяк-5»
- территория ГСК «Маяк-6»
- территория ГСК «Медавто»
- территория ГСК «Медиум»
- территория ГСК «Меркурий»
- территория ГСК «Меркурий-1»
- территория ГСК «Меркурий-2»
- территория ГСК «Мечта»
- территория ГСК «Мечта-2»
- территория ГСК «Миг-1»
- территория ГСК «Мираж»
- территория ГСК «Микрорайонец»
- территория ГСК «Молодёжный»
- территория ГСК «Момент-1»
- территория ГСК «Монолит»
- территория ГСК «Монолит-1»
- территория ГСК «Монолит-2»
- территория ГСК «Монолит-3»
- территория ГСК «Монолит-5»
- территория ГСК «Московский-1»
- территория ГСК «Московский-2»
- территория ГСК «Московский-3»
- территория ГСК «Московский-4»
- территория ГСК «Московский-5»
- территория ГСК «Московский-7»
- территория ГСК «Мост-1»
- территория ГСК «Мост-2»
- территория ГСК «Мостовик»
- территория ГСК «Мостостроитель»
- территория ГСК «Мрамор»
- территория ГСК «Неглинка-1»
- территория ГСК «Неглинский»
- территория ГСК «Новосулажгорский»
- территория ГСК «Норд-2»
- территория ГСК «Норд-3»
- территория ГСК «Озон»
- территория ГСК «Окраина»
- территория ГСК «Онега-4»
- территория ГСК «Онега-5»
- территория ГСК «Онега-6»
- территория ГСК «Онего»
- территория ГСК «Онего» (Каменный Бор)
- территория ГСК «Онего-1»
- территория ГСК «Онего-2»
- территория ГСК «Онего-3»
- территория ГСК «Онего-4-Пристройка»
- территория ГСК «Онего-7»
- территория ГСК «Онего-9»
- территория ГСК «Онего-10»
- территория ГСК «Онего-95»
- территория ГСК «Онежец»
- территория ГСК «Онежец-1»
- территория ГСК «Опора-1»
- территория ГСК «Осень-2»
- территория ГСК «Осень-3»
- территория ГСК «Осень-4»
- территория ГСК «Памир»
- территория ГСК «Пар-1»
- территория ГСК «Пар-2»
- территория ГСК «Пар-3»
- территория ГСК «Пар-4»
- территория ГСК «Пар-5»
- территория ГСК «Пар-6»
- территория ГСК «Пар-7»
- территория ГСК «Пар-8»
- территория ГСК «Пар-9»
- территория ГСК «Пар-10»
- территория ГСК «Пар-11»
- территория ГСК «Пар-12»
- территория ГСК «Парковый»
- территория ГСК «Педагог»
- территория ГСК «Первомайский»
- территория ГСК «Первомайский-6»
- территория ГСК «Перевалка»
- территория ГСК «Перрон-1»
- территория ГСК «Пески»
- территория ГСК «Пески-1»
- территория ГСК «Пески-2»
- территория ГСК «Пески-3»
- территория ГСК «Пески-4»
- территория ГСК «Пески-5»
- территория ГСК «Пески-6»
- территория ГСК «Пески-7»
- территория ГСК «Пески-8»
- территория ГСК «Пески-9»
- территория ГСК «Пески-10»
- территория ГСК «Пески-11»
- территория ГСК «Пески-12»
- территория ГСК «Пески-13»
- территория ГСК «Пески-14»
- территория ГСК «Пески-15»
- территория ГСК «Пески-16»
- территория ГСК «Пески-17»
- территория ГСК «Пески-18»
- территория ГСК «Пески-19»
- территория ГСК «Пески-20»
- территория ГСК «Пески-21»
- территория ГСК «Пески-22»
- территория ГСК «Пески-23»
- территория ГСК «Пески-24»
- территория ГСК «Пески-25»
- территория ГСК «Пески-26»
- территория ГСК «Пески-27»
- территория ГСК «Пески-28»
- территория ГСК «Петровский»
- территория ГСК «Пингвин»
- территория ГСК «Планета»
- территория ГСК «Пограничник»
- территория ГСК «Прионежец»
- территория ГСК «Прогресс»
- территория ГСК «Прогресс-2»
- территория ГСК «Прогресс-4»
- территория ГСК «Прогресс-5»
- территория ГСК «Прогресс-6»
- территория ГСК «Промышленный-1»
- территория ГСК «Промышленный-2»
- территория ГСК «Протон»
- территория ГСК «Путейский»
- территория ГСК «Радуга»
- территория ГСК «Радуга-1»
- территория ГСК «Радуга-2»
- территория ГСК «Радуга-3»
- территория ГСК «Радуга-4»
- территория ГСК «Радуга-5»
- территория ГСК «Радуга-6»
- территория ГСК «Радуга-7»
- территория ГСК «Радуга-8»
- территория ГСК «Радуга-9»
- территория ГСК «Радуга-10»
- территория ГСК «Радуга-10-А»
- территория ГСК «Радуга-11»
- территория ГСК «Рельс»
- территория ГСК «Ремонтник»
- территория ГСК «Ремонтник-2»
- территория ГСК «Ремонтник-Пристройка»
- территория ГСК «Ригчер»
- территория ГСК «Ритм-1»
- территория ГСК «Ритм-2»
- территория ГСК «Ритм-4»
- территория ГСК «Ритм-5»
- территория ГСК «Ритм-6»
- территория ГСК «Ритм-7»
- территория ГСК «Родник»
- территория ГСК «Родник-1»
- территория ГСК «Родник-3»
- территория ГСК «Родник-4»
- территория ГСК «Рубин»
- территория ГСК «Рыбацкий-1»
- территория ГСК «Рыбацкий-2»
- территория ГСК «Рыбацкий-3»
- территория ГСК «Рыбка»
- территория ГСК «Салют-1»
- территория ГСК «Салют-2»
- территория ГСК «Салют-2» (Рыбка)
- территория ГСК «Салют-3»
- территория ГСК «Салют-4»
- территория ГСК «Салют-5»
- территория ГСК «Сампо»
- территория ГСК «Сампо-1»
- территория ГСК «Светлячок»
- территория ГСК «Светофор»
- территория ГСК «Север»
- территория ГСК «Сигнал»
- территория ГСК «Сигнал» (Первомайский)
- территория ГСК «Сигнал» (Перевалка)
- территория ГСК «Сигнал-1»
- территория ГСК «Сигнал-2»
- территория ГСК «Сигнал-3»
- территория ГСК «Сигнал-4»
- территория ГСК «Сигнал-5»
- территория ГСК «Сигнал-7»
- территория ГСК «Сигнал-7-А»
- территория ГСК «Сигнал-7-Б»
- территория ГСК «Сигнал-8»
- территория ГСК «Сигнал-19»
- территория ГСК «Союз»
- территория ГСК «Союз-1»
- территория ГСК «Союз-3»
- территория ГСК «Станко»
- территория ГСК «Станкостроитель»
- территория ГСК «Стрела»
- территория ГСК «Стрела-1»
- территория ГСК «Совхозный-1»
- территория ГСК «Совхозный-2»
- территория ГСК «Совхозный-3»
- территория ГСК «Совхозный-4»
- территория ГСК «Совхозный-5»
- территория ГСК «Сосна»
- территория ГСК «Строитель»
- территория ГСК «Строитель» (Центр)
- территория ГСК «Строитель-2»
- территория ГСК «Судостроитель»
- территория ГСК «Судостроитель-2»
- территория ГСК «Судостроитель-3»
- территория ГСК «Судостроитель-4»
- территория ГСК «Судостроитель-5»
- территория ГСК «Судострой-1»
- территория ГСК «Сулажгора-3»
- территория ГСК «Сулажгора-4»
- территория ГСК «Сулажгора-5»
- территория ГСК «Сулажгора-6»
- территория ГСК «Сулажгора-7»
- территория ГСК «Сулажгора-8»
- территория ГСК «Сулажгора-9»
- территория ГСК «Сулажгора-10»
- территория ГСК «Сулажгора-11»
- территория ГСК «Сулажгора-12»
- территория ГСК «Сулажгора-13»
- территория ГСК «Сулажгора-13» (Спортивная)
- территория ГСК «Сулажгора-14»
- территория ГСК «Супер-Лада»
- территория ГСК «Талли»
- территория ГСК «Тамм»
- территория ГСК «Театральный»
- территория ГСК «Тепло»
- территория ГСК «Транспортник-1»
- территория ГСК «Транспортник-3»
- территория ГСК «Транспортник-4»
- территория ГСК «Транспортный»
- территория ГСК «Транспортный-1»
- территория ГСК «Транспортный-2»
- территория ГСК «Управление Федеральной Безопасности»
- территория ГСК «Учитель-1»
- территория ГСК «Факел»
- территория ГСК «Фара»
- территория ГСК «Фаркоп»
- территория ГСК «Фаэтон-Авто»
- территория ГСК «Фонтаны»
- территория ГСК «Формула-1»
- территория ГСК «Формула-2»
- территория ГСК «Фотон-Б»
- территория ГСК «Хвойный»
- территория ГСК «Центр»
- территория ГСК «Центральный»
- территория ГСК «Чайка»
- территория ГСК «Чапаевский-96»
- территория ГСК «Шкиф-2»
- территория ГСК «Школьный»
- территория ГСК «Энергетик»
- территория ГСК «Энергетик-1»
- территория ГСК «Энергетик-1» (Сулажгора)
- территория ГСК «Юг»
- территория ГСК «Юг-1»
- территория ГСК «Юг-2»
- территория ГСК «Юг-4»
- территория ГСК «Юг-5»
- территория ГСК «Юг-6»
- территория ГСК «Юг-7»
- территория ГСК «Юг-8»
- территория ГСК «Юг-9»
- территория ГСК «Юг-10»
- территория ГСК «Юг-11»
- территория ГСК «Юг-13»
- территория ГСК «Юг-14»
- территория ГСК «Юг-15»
- территория ГСК «Юг-16»
- территория ГСК «Юг-16-Пристройка»
- территория ГСК «Юг-17»
- территория ГСК «Юг-18»
- территория ГСК «Юг-19»
- территория ГСК «Юг-20»
- территория ГСК «Южный-1»
- территория ГСК «Южный-2»
- территория ГСК «Южный-3»
- территория ГСК «Южный-4»
- территория ГСК «Южный-5»
- территория ГСК «Южный-6-7»
- территория ГСК «Южный-8»
- территория ГСК «Южный-9»
- территория ГСК «Южный-10»
- территория ГСК «Ява»
- территория ГСК «Яхонт»
- территория ГСК «Яхонт-2»
- Губернаторская аллея
- сквер Губернаторская Горка
- Губернаторский сад
- Гурвичская улица
- Гусиный переулок
- сквер Густава Ровио
- улица Гутина
- территория ГЭС-Городок
- набережная Гюллинга

## Д
- Дальний переулок
- Дальний сквер
- Дальний Зимницкий проулок
- Даниловский проулок
- Датская аллея
- Дачная улица
- Дачный сквер
- парк Двадцать Второго Съезда КПСС
- парк Двенадцать Ключей
- Дворцовая аллея
- улица Девятого Января
- Дейхманский парк
- улица Декабристов
- сад Дендрарий Берендеев
- улица Дениса Тимашова
- Денная улица
- парк Денное Озеро
- Деповской микрорайон
- Деповской проулок
- Деревянский переулок
- улица Державина
- Державинская площадь
- Детская улица
- Детский сквер
- сад Детско-Юношеского Центра
- улица Дзержинского, в период оккупации Петрозаводска финскими войсками (1941—1944) — Väinämöisenkatu (рус. Улица Вяйнямёйнена)[9]
- Диагностический проезд
- Дивизионный проезд
- Дикинская улица
- аллея Династий Железнодорожников
- Дипломный переулок
- Дмитриевский сквер
- сквер Дмитрия Гусарова
- Докторская аллея
- Докторский проезд
- Докторский сквер
- Долгая улица
- Доменная аллея
- проезд Дорожников
- Дорожный переулок
- Достоевский сквер
- улица Достоевского
- Досюльный проулок
- Дошкольный проезд
- Древесный переулок
- площадь Древлянка
- район Древлянка
- улица Древлянка, в период оккупации Петрозаводска финскими войсками (1941—1944) — Lehtokatu (рус. Рощевая улица)[9]
- микрорайон Древлянка-1
- территория Древлянка-1
- микрорайон Древлянка-2
- территория Древлянка-2
- микрорайон Древлянка-3
- территория Древлянка-3
- микрорайон Древлянка-4
- территория Древлянка-4
- территория Древлянка-4-4-А
- микрорайон Древлянка-5
- микрорайон Древлянка-6
- микрорайон Древлянка-7
- микрорайон Древлянка-8
- микрорайон Древлянка-9
- микрорайон Древлянка-10
- микрорайон Древлянка-11
- микрорайон Древлянка-12
- квартал Древлянка-А
- Древлянская набережная, в период оккупации Петрозаводска финскими войсками (1941—1944) — Vellamonkatu (рус. Улица Велламо)[9]
- Древлянская улица
- парк Древлянская Роща
- территория Древлянский Промузел
- Древлянское шоссе
- площадь Древлянское Кольцо
- Дровяной переулок
- Дровяной район
- Другорецкая улица
- аллея Дружбы
- переулок Дружбы
- проезд Дружбы
- сквер Дружбы
- улица Дружбы
- сквер ДСК
- Дулутская улица

## Е
- сквер Евгения Луговского
- территория Еврейское Кладбище
- Егерский проезд
- парк Егерское Поле
- территория Егерское Поле
- Егловская улица
- Екатерининская улица
- Еловый переулок
- Еловый сквер
- парк Еловый Островок
- сквер Ельник
- Емельяновский проезд
- улица Еремеева (до мая 1962 года — Широкая Слободская)[10]
- переулок Ермака
- Ермолаевская улица
- Ермолинский переулок
- Ерофеевская улица

## Ё
- Ёлочный проезд

## Ж
- Жасминовая улица
- Жасминовый переулок
- аллея Желаний
- Железнодорожная улица
- квартал Железнодорожная Больница
- парк Железнодорожников
- сквер Железнодорожного Техникума
- сквер Железнодорожное Кладбище
- Железнодорожный район
- Железнодорожный сквер
- сквер Железнодорожный Треугольник
- Жемчужный проезд
- Жестяной переулок
- 1-й Жилищный микрорайон
- 4-й Жилищный микрорайон
- переулок Жуковского
- улица Жуковского
- Журавлиный проулок
- Журавлиный тупик
- аллея Журналистов

## З
- Заводская площадь
- Заводская улица, в период оккупации Петрозаводска финскими войсками (1941—1944) — Lemminkäisenkatu (рус. Улица Лемминкяйнена)[9]
- улица Заводская Линия
- Заводской сквер
- территория Заводской Мост
- Загородная улица
- Загородный проезд
- улица Зайцева
- территория Зайцы
- территория Закаменное
- Закаменская аллея
- Закаменская набережная
- Закаменский переулок
- Закаменский сквер
- территория Закаменский Пригород
- Занеглинский проулок
- Заозерский проезд
- парк Заозерский Заказник
- Заонежский проезд
- Западная аллея
- Западный квартал
- Западный переулок
- Заповедный переулок
- Запрудный проезд
- район Зарека
- микрорайон Зарека-6
- микрорайон Зарека-7
- Зарецкая площадь
- Зарецкий парк
- Зарецкий проезд
- территория Зарецкое Троицкое Кладбище
- Зареченская улица
- Заречный переулок
- квартал Заречье
- парк Защитников Города
- площадь Защитников Отечества
- Заячий переулок
- Звёздный микрорайон
- Звёздный проезд
- сквер Здоровья
- Зелёная улица
- территория Зелёная Горка
- аллея Зелёная Тропа
- парк Зелёный Берег
- Земляничная улица
- Земский сквер
- Зимний проезд
- район Зимник
- улица Зимник
- Зимницкий проулок
- территория Зимницкое Кладбище
- аллея Зимняя Машезерская Дорога
- сквер Зинаиды Иссерсон
- проезд Знаний
- Золотая улица

## И
- парк Иван-Царевич
- улица Ивана Завражнова
- улица Ивана Земнухова
- площадь Ивана Молчанова
- сквер Ивана Молчанова
- сквер Ивана Петрова
- улица Ивана Ребоева
- сквер Ивана Сенькина
- улица Ивана Хватова
- район Ивановские Острова
- Ивановский остров
- территория Ивановский
- территория Ивановский Маяк
- Ивинский переулок
- Ивовый проезд
- квартал Иволга
- Ижевский сквер
- Ижорский переулок
- Избяной переулок
- Ильинская улица
- улица Ильича
- Иммалицкий тупик
- Импилахтинский переулок
- территория Ингородок
- Индустриальная улица
- Инемский переулок
- Инженерная площадь
- Инженерная улица
- территория Инкубаторная Станция
- Инкубаторный переулок
- Иностранный переулок
- территория Инпосёлок
- сад Института Водных Проблем Севера
- Институтский проезд
- Инструментальная улица
- территория Интеллектуальная Дорога
- бульвар Интернационалистов
- Ионафанская аллея
- Ионогорская улица
- площадь Иридия Менделеева
- сквер Исаака Шифа
- Исаковский бульвар
- улица Испанских Ополченцев
- территория Исправительная Колония
- Исследовательская улица
- Историческая улица
- Ишанинский проезд

## Й
- улица Йоэнсуу

## К
- Кадастровый переулок
- Кадетский проезд
- Кажемская улица
- территория Казарменный Мост
- Казарменская улица
- Казначейский сквер
- Кайдозерская улица
- площадь Кайманова
- Каланчёвский проезд
- улица «Калевалы»
- Калегубская улица
- улица Калинина, в период оккупации Петрозаводска финскими войсками (1941—1944) — Ilmarisenkatu (рус. Улица Ильмаринена)[9]
- Калининская аллея
- Калиновая улица
- Калиновый проезд
- Каменистый сквер
- Каменная площадь
- Каменноборская аллея
- Каменноборский сад
- Каменный проезд
- парк Каменный Бор
- район Каменный Бор
- переулок Каменный Карьер
- территория Каменный Карьер
- парк Каменный Ручей
- территория Каменный Ручей
- Каменоборская улица
- Каменотёсный переулок
- Камышовый проезд
- Канонерский проезд
- Канский парк
- улица Кантеле
- Карбасный переулок
- Каргопольская улица
- Карелидная улица
- Карельская аллея
- Карельский проспект
- сквер Карельских Рун
- аллея Карельского Землячества
- аллея Карельского Фронта
- проспект Карла Маркса
- сквер Карла Раутио
- территория Кармановка
- Кармановский сад
- Карронадный проезд
- Картодромный проезд
- территория Карциковский
- Каршевский переулок
- проулок Карьер
- Карьерный проезд
- сквер Каскад
- Кассиановский сквер
- Касьяновская улица
- Катерный проезд
- квартал Квартал-1
- квартал Квартал-1-А
- квартал Квартал-2
- квартал Квартал-3
- квартал Квартал-4
- квартал Квартал-5
- квартал Квартал-6
- квартал Квартал-7
- квартал Квартал-8
- квартал Квартал-9
- квартал Квартал-10
- квартал Квартал-11
- квартал Квартал-12
- квартал Квартал-13
- квартал Квартал-14
- квартал Квартал-15
- квартал Квартал-16
- квартал Квартал-17
- квартал Квартал-18
- квартал Квартал-19
- квартал Квартал-20
- квартал Квартал-21
- квартал Квартал-22
- квартал Квартал-23
- квартал Квартал-24
- квартал Квартал-25
- квартал Квартал-26
- квартал Квартал-27
- квартал Квартал-28
- квартал Квартал-29
- квартал Квартал-30
- квартал Квартал-31
- квартал Квартал-32
- квартал Квартал-33
- квартал Квартал-34
- квартал Квартал-35
- квартал Квартал-36
- квартал Квартал-37
- квартал Квартал-38
- квартал Квартал-39
- квартал Квартал-39-А
- квартал Квартал-39-Б
- квартал Квартал-40
- квартал Квартал-41
- 2-й квартал Квартал-41
- квартал Квартал-42
- 2-й квартал Квартал-42
- квартал Квартал-43
- 2-й квартал Квартал-43
- квартал Квартал-44
- квартал Квартал-45
- квартал Квартал-46
- квартал Квартал-47
- квартал Квартал-48
- квартал Квартал-49
- квартал Квартал-50
- квартал Квартал-51
- квартал Квартал-52
- квартал Квартал-53
- квартал Квартал-54
- квартал Квартал-55
- квартал Квартал-56
- квартал Квартал-57
- квартал Квартал-58
- квартал Квартал-59
- квартал Квартал-60
- квартал Квартал-61
- квартал Квартал-62
- квартал Квартал-63
- квартал Квартал-64
- квартал Квартал-65
- квартал Квартал-66
- квартал Квартал-67
- квартал Квартал-67-А
- квартал Квартал-68
- квартал Квартал-69
- квартал Квартал-70
- квартал Квартал-71
- квартал Квартал-72
- квартал Квартал-72-Д
- квартал Квартал-73
- квартал Квартал-74
- квартал Квартал-75
- квартал Квартал-76
- квартал Квартал-77
- квартал Квартал-78
- квартал Квартал-79
- квартал Квартал-80
- квартал Квартал-80-А
- квартал Квартал-81
- квартал Квартал-82
- квартал Квартал-83
- квартал Квартал-84
- квартал Квартал-85
- квартал Квартал-86
- квартал Квартал-86-А
- квартал Квартал-87
- квартал Квартал-88
- квартал Квартал-88-А
- квартал Квартал-89
- квартал Квартал-90
- квартал Квартал-91
- квартал Квартал-92
- квартал Квартал-92-А
- квартал Квартал-93
- квартал Квартал-94
- квартал Квартал-95
- квартал Квартал-96
- квартал Квартал-96-А
- квартал Квартал-97
- квартал Квартал-98
- квартал Квартал-99
- квартал Квартал-100
- квартал Квартал-101
- квартал Квартал-101-А
- квартал Квартал-101-Б
- квартал Квартал-102
- квартал Квартал-103
- квартал Квартал-104
- квартал Квартал-104-А
- квартал Квартал-104-Б
- квартал Квартал-105
- квартал Квартал-106
- квартал Квартал-107
- квартал Квартал-107-А
- квартал Квартал-107-Б
- квартал Квартал-108
- квартал Квартал-109
- квартал Квартал-110
- квартал Квартал-111
- квартал Квартал-112
- квартал Квартал-113
- квартал Квартал-114
- квартал Квартал-115
- квартал Квартал-116
- квартал Квартал-117
- квартал Квартал-118
- квартал Квартал-118-А
- квартал Квартал-119
- квартал Квартал-120
- квартал Квартал-121
- квартал Квартал-122
- квартал Квартал-123
- квартал Квартал-124
- квартал Квартал-125
- квартал Квартал-126
- квартал Квартал-127
- квартал Квартал-128
- квартал Квартал-129
- квартал Квартал-129-А
- квартал Квартал-130
- квартал Квартал-131
- квартал Квартал-132
- квартал Квартал-133
- квартал Квартал-134
- квартал Квартал-135
- квартал Квартал-136
- квартал Квартал-137
- квартал Квартал-139
- квартал Квартал-140
- квартал Квартал-141
- квартал Квартал-142
- квартал Квартал-142-А
- квартал Квартал-143
- квартал Квартал-144
- квартал Квартал-145
- квартал Квартал-146
- квартал Квартал-147
- квартал Квартал-148
- квартал Квартал-149
- квартал Квартал-149-А
- квартал Квартал-150
- квартал Квартал-151
- квартал Квартал-152
- квартал Квартал-153
- квартал Квартал-154
- квартал Квартал-155
- квартал Квартал-156
- квартал Квартал-157
- квартал Квартал-158
- квартал Квартал-159
- квартал Квартал-160
- квартал Квартал-161
- квартал Квартал-162
- квартал Квартал-163
- квартал Квартал-164
- 2-й квартал Квартал-164
- квартал Квартал-165
- квартал Квартал-166
- квартал Квартал-167
- квартал Квартал-168
- квартал Квартал-169
- квартал Квартал-170
- квартал Квартал-171
- квартал Квартал-171-А
- квартал Квартал-172
- квартал Квартал-173
- квартал Квартал-175
- квартал Квартал-176
- квартал Квартал-177
- квартал Квартал-178
- квартал Квартал-179
- квартал Квартал-180
- квартал Квартал-181
- квартал Квартал-183
- квартал Квартал-184
- квартал Квартал-185
- квартал Квартал-186
- квартал Квартал-188
- квартал Квартал-189
- квартал Квартал-190
- квартал Квартал-191
- квартал Квартал-192
- квартал Квартал-193
- квартал Квартал-194
- квартал Квартал-195
- квартал Квартал-196
- 2-й квартал Квартал-196
- квартал Квартал-197
- 2-й квартал Квартал-197
- квартал Квартал-198
- квартал Квартал-199
- квартал Квартал-200
- квартал Квартал-201
- квартал Квартал-202
- квартал Квартал-203
- квартал Квартал-204
- квартал Квартал-205
- квартал Квартал-206
- квартал Квартал-207
- квартал Квартал-208
- квартал Квартал-210
- квартал Квартал-211
- квартал Квартал-214
- квартал Квартал-215
- 2-й квартал Квартал-215
- квартал Квартал-216
- квартал Квартал-217
- квартал Квартал-220
- квартал Квартал-221
- квартал Квартал-222
- квартал Квартал-223
- квартал Квартал-224
- квартал Квартал-225
- квартал Квартал-226
- квартал Квартал-227
- квартал Квартал-228
- квартал Квартал-229
- квартал Квартал-231
- квартал Квартал-232
- квартал Квартал-233
- 2-й квартал Квартал-233
- квартал Квартал-234
- квартал Квартал-235
- квартал Квартал-236
- 2-й квартал Квартал-236
- квартал Квартал-237
- квартал Квартал-239
- квартал Квартал-241
- квартал Квартал-242
- квартал Квартал-243
- квартал Квартал-244
- квартал Квартал-245
- квартал Квартал-246
- 2-й квартал Квартал-246
- квартал Квартал-247
- квартал Квартал-248
- квартал Квартал-249
- квартал Квартал-250
- квартал Квартал-252
- квартал Квартал-253
- квартал Квартал-254
- квартал Квартал-256
- квартал Квартал-257
- квартал Квартал-258
- квартал Квартал-260
- квартал Квартал-261
- квартал Квартал-262
- квартал Квартал-263
- квартал Квартал-264
- квартал Квартал-265
- квартал Квартал-266
- квартал Квартал-267
- квартал Квартал-268
- квартал Квартал-269
- 2-й квартал Квартал-269
- квартал Квартал-270
- квартал Квартал-271
- квартал Квартал-272
- квартал Квартал-273
- квартал Квартал-274
- квартал Квартал-275
- квартал Квартал-276
- квартал Квартал-277
- квартал Квартал-278
- квартал Квартал-279
- квартал Квартал-280
- квартал Квартал-281
- квартал Квартал-282
- квартал Квартал-283
- квартал Квартал-284
- квартал Квартал-285
- квартал Квартал-286
- квартал Квартал-287
- квартал Квартал-288
- квартал Квартал-289
- квартал Квартал-290
- квартал Квартал-291
- квартал Квартал-292
- квартал Квартал-293
- квартал Квартал-294
- квартал Квартал-295
- квартал Квартал-296
- квартал Квартал-297
- квартал Квартал-298
- квартал Квартал-299
- квартал Квартал-300
- квартал Квартал-301
- квартал Квартал-302
- квартал Квартал-303
- квартал Квартал-304
- квартал Квартал-305
- квартал Квартал-306
- квартал Квартал-307
- квартал Квартал-309
- квартал Квартал-310
- 2-й квартал Квартал-310
- квартал Квартал-311
- квартал Квартал-312
- квартал Квартал-313
- 2-й квартал Квартал-313
- квартал Квартал-314
- квартал Квартал-315
- квартал Квартал-316
- квартал Квартал-317
- квартал Квартал-318
- квартал Квартал-319
- квартал Квартал-320
- квартал Квартал-321
- квартал Квартал-322
- квартал Квартал-323
- квартал Квартал-324
- квартал Квартал-325
- квартал Квартал-326
- квартал Квартал-327
- квартал Квартал-328
- квартал Квартал-329
- квартал Квартал-330
- квартал Квартал-331
- квартал Квартал-332
- квартал Квартал-333
- квартал Квартал-334
- квартал Квартал-336
- квартал Квартал-337
- квартал Квартал-338
- квартал Квартал-339
- квартал Квартал-340
- квартал Квартал-341
- квартал Квартал-342
- квартал Квартал-343
- квартал Квартал-344
- квартал Квартал-345
- квартал Квартал-346
- квартал Квартал-347
- квартал Квартал-348
- квартал Квартал-349
- квартал Квартал-350
- квартал Квартал-351
- квартал Квартал-352
- квартал Квартал-353
- квартал Квартал-356
- квартал Квартал-357
- квартал Квартал-358
- квартал Квартал-359
- квартал Квартал-360
- 2-й квартал Квартал-360
- квартал Квартал-361
- квартал Квартал-362
- квартал Квартал-363
- квартал Квартал-364
- квартал Квартал-365
- квартал Квартал-369
- квартал Квартал-370
- квартал Квартал-371
- квартал Квартал-372
- квартал Квартал-373
- квартал Квартал-374
- квартал Квартал-375
- квартал Квартал-376
- квартал Квартал-377
- квартал Квартал-378
- квартал Квартал-380
- квартал Квартал-381
- квартал Квартал-382
- квартал Квартал-384
- квартал Квартал-385
- 2-й квартал Квартал-385
- 3-й квартал Квартал-385
- квартал Квартал-386
- квартал Квартал-390
- квартал Квартал-391
- квартал Квартал-392
- квартал Квартал-393
- квартал Квартал-394
- квартал Квартал-396
- 2-й квартал Квартал-396
- квартал Квартал-397
- 2-й квартал Квартал-397
- квартал Квартал-398
- квартал Квартал-400
- квартал Квартал-401
- квартал Квартал-402
- квартал Квартал-403
- квартал Квартал-404
- квартал Квартал-405
- квартал Квартал-406
- квартал Квартал-407
- квартал Квартал-408
- квартал Квартал-409
- квартал Квартал-410
- квартал Квартал-411
- квартал Квартал-412
- квартал Квартал-413
- квартал Квартал-414
- квартал Квартал-416
- квартал Квартал-417
- квартал Квартал-418
- квартал Квартал-419
- квартал Квартал-420
- квартал Квартал-421
- квартал Квартал-422
- квартал Квартал-423
- квартал Квартал-424
- квартал Квартал-425
- квартал Квартал-426
- квартал Квартал-427
- квартал Квартал-428
- квартал Квартал-429
- квартал Квартал-430
- квартал Квартал-431
- квартал Квартал-432
- квартал Квартал-433
- квартал Квартал-434
- квартал Квартал-435
- квартал Квартал-437
- квартал Квартал-438
- квартал Квартал-439
- квартал Квартал-440
- квартал Квартал-441
- квартал Квартал-442
- квартал Квартал-443
- квартал Квартал-444
- квартал Квартал-445
- квартал Квартал-446
- квартал Квартал-447
- квартал Квартал-448
- квартал Квартал-449
- квартал Квартал-450
- квартал Квартал-451
- квартал Квартал-452
- квартал Квартал-453
- квартал Квартал-454
- квартал Квартал-455
- квартал Квартал-456
- квартал Квартал-457
- квартал Квартал-458
- квартал Квартал-459
- квартал Квартал-460
- квартал Квартал-461
- квартал Квартал-462
- квартал Квартал-463
- квартал Квартал-464
- квартал Квартал-469
- квартал Квартал-470
- квартал Квартал-472
- квартал Квартал-473
- квартал Квартал-474
- квартал Квартал-475
- квартал Квартал-476
- квартал Квартал-477
- квартал Квартал-478
- квартал Квартал-479
- квартал Квартал-480
- 2-й квартал Квартал-480
- квартал Квартал-481
- квартал Квартал-482
- квартал Квартал-482-А
- квартал Квартал-483
- квартал Квартал-484
- квартал Квартал-485
- квартал Квартал-486
- квартал Квартал-487
- квартал Квартал-488
- квартал Квартал-490
- квартал Квартал-491
- квартал Квартал-493
- квартал Квартал-494
- квартал Квартал-495
- квартал Квартал-496
- квартал Квартал-497
- квартал Квартал-498
- квартал Квартал-499
- квартал Квартал-500
- квартал Квартал-504
- квартал Квартал-505
- квартал Квартал-506
- квартал Квартал-507
- квартал Квартал-509
- квартал Квартал-512
- квартал Квартал-523
- Квартальный проулок
- 2-й Квартальный проулок
- 3-й Квартальный проулок
- 4-й Квартальный проулок
- 5-й Квартальный проулок
- 6-й Квартальный проулок
- 7-й Квартальный проулок
- 8-й Квартальный проулок
- 9-й Квартальный проулок
- 10-й Квартальный проулок
- 11-й Квартальный проулок
- 12-й Квартальный проулок
- 13-й Квартальный проулок
- 14-й Квартальный проулок
- 15-й Квартальный проулок
- Кварцитный проезд
- Квасной проулок
- сквер Кекасручей
- Кемская площадь
- Кемская улица
- Кемский сквер
- Кестеньгский переулок
- Кефтеницкая улица
- Кижская площадь
- Кижский проезд
- сквер Кима Андреева
- Кимасозерская улица
- Киндасовский проезд
- Кинематографический переулок
- Кинологический переулок
- сквер Кинотеатра «Искра»
- площадь Кирова
- улица Кирова, в период оккупации Петрозаводска финскими войсками (1941—1944) — Kalevankatu (рус. Улица Калева)[9]
- территория Кировский Мост
- микрорайон Кировский Посёлок
- сквер Кировский Посёлок
- Кирпичная площадь
- Кирпичная улица
- 2-я Кирпичная улица
- Кирпичный проезд
- Кирьяжский проулок
- территория Китаевские
- Китаевский сквер
- территория Кладбище «Окунья Тоня»
- территория Кладбище «Пески»
- территория Кладбище «Птицефабрика»
- Кленовая улица
- Кленовый сквер
- Клименецкий переулок
- Клубная улица
- Клюевская площадь
- Клюквенная улица
- Ключевая аллея
- район Ключевая
- Ключевая улица
- микрорайон Ключевая-1
- территория Ключевая-1
- микрорайон Ключевая-1-А
- микрорайон Ключевая-2
- территория Ключевая-2
- микрорайон Ключевая-3
- микрорайон Ключевая-4
- микрорайон Ключевая-5
- Ключевой переулок
- Ключевой проезд
- Ключевская площадь
- Ключевское шоссе
- Ключевской сквер
- Книжный проезд
- улица Князя Ярослава
- Ковдинская улица
- Кожевенный переулок
- остров Койвостров
- Койвостровский парк
- сквер Койкова Поляна
- территория Койкова Поляна
- Койкозерский переулок
- магистраль Кола
- Колодская улица
- сквер Кольская Роща
- Кольский переулок
- территория Кольский Путепровод
- Кольцевая улица
- Кольцевой переулок
- Кольцевой сквер
- Командирский переулок
- аллея Комариная Тропа
- Комарницкая улица
- Комбинатовская улица
- территория Комвузовский Городок
- Коммунальная улица
- Коммунальный сквер
- улица Коммунистов, в период оккупации Петрозаводска финскими войсками (1941—1944) — Vatjankatu (рус. Водская улица)[9]
- Комсомольская аллея
- Комсомольский проспект
- территория Комсомольский Путепровод
- аллея Комсомольцев
- Конашёвский переулок
- Кондопожская аллея
- Кондопожская улица
- Кондопожский проезд
- Кондукторный переулок
- Кондукторский микрорайон
- аллея Конно-Деревянная Дорога
- Конный переулок
- Кононовская аллея
- Кончезерский проезд
- Конюшенная площадь
- Конюшенная улица
- территория Конюшенный Мост
- Кооперативная улица
- Копылокский переулок
- площадь Корабелов
- улица Корабелов
- Корзинская улица
- улица Короленко
- Короткий переулок
- Корюшковая улица
- Косалмский проезд
- улица Космонавта Николаева
- улица Космонавта Поповича
- Костомукшский проезд
- Котельный переулок
- переулок Котовского
- улица Котовского
- Коттеджный сквер
- Крайний переулок
- улица Крамера
- аллея Красивый Берег
- территория Красивый Берег
- Красная улица
- Красноармейская улица, в период оккупации Петрозаводска финскими войсками (1941—1944) — Riihikatu (рус. Овинная улица)[9]
- территория Красноармейский Мост
- Красногвардейский переулок
- улица Краснодонцев
- Краснофлотская улица, в период оккупации Петрозаводска финскими войсками (1941—1944) — Rukajärvenkatu (рус. Ругозерская улица)[9]
- Краснофлотский сквер
- парк Красные Казармы
- территория Красные Казармы
- переулок Красный Прибой
- территория Красный Прибой
- Крепостная площадь
- Креснозерская улица
- территория Кривая Берёза
- Кроноборгский проезд
- Круглая улица
- улица Крупской
- переулок Крылова
- улица Крылова
- Крымский проезд
- Крюковский проулок
- Кубовский переулок
- территория Кугач
- Кудамский переулок
- Кудельный проулок
- Кузарандская улица
- Кузнечный переулок
- улица Кузьмина, в период оккупации Петрозаводска финскими войсками (1941—1944) — Tapionkatu (рус. Улица Тапио)[9]
- улица Куйбышева
- район Кукковка
- улица Кукковка
- микрорайон Кукковка-1
- микрорайон Кукковка-1-А
- микрорайон Кукковка-2
- микрорайон Кукковка-3
- микрорайон Кукковка-4
- микрорайон Кукковка-5
- микрорайон Кукковка-6
- Кукковский проезд
- Кукковский сквер
- территория Кукковский Мост
- сквер Кукковский Петух
- площадь Кукковское Кольцо
- сквер Кукольного Театра
- площадь Культуры
- сквер Культуры
- территория Курган
- улица Курган
- Курганский проезд
- территория Курганский Мост
- Кургеницкая улица
- Куренной сквер
- Куркиёкский сквер
- Курсовая улица
- Кутасовский переулок
- Кутижемская улица
- микрорайон Кутузова
- улица Кутузова, в период оккупации Петрозаводска финскими войсками (1941—1944) — Säämäjärvenkatu (рус. Сямозерская улица)[9]
- сквер Куусинена
- проулок Кухня
- проезд Кюдега
- территория Кюдега

## Л
- набережная Ла-Рошель
- Лабораторная улица
- Лагнозерский переулок
- Ладва-Веткинский переулок
- Ладвинский переулок
- Ладожская улица
- Ламбинская улица
- аллея Ламовщина
- Лантратовский сквер
- Лапландская улица
- Лахденпохский проезд
- Лахновская улица
- парк Лачинова Мыза
- Лачиновский проезд
- Лебединый переулок
- Левашовский бульвар
- Ледовый переулок
- Ледовый тупик
- Лежнёвая улица
- аллея Лежнёвая Дорога
- Лежнёвый переулок
- Лежнёвый проезд
- Леймановский проезд
- Лекарский переулок
- Лекционный переулок
- Лембачёвская улица
- Лендерский переулок
- площадь Ленина
- проспект Ленина
- Ленинградская улица
- Ленинградский сквер
- сквер Ленинградских Ополченцев
- площадь Ленинградское Кольцо
- территория Ленинский
- территория Лепижнаволок
- переулок Лермонтова
- улица Лермонтова
- парк Лес Победы
- Лесная улица
- Лесной квартал
- Лесной проспект
- Лесной спуск
- территория Лесной Городок
- парк Лесной Ключ
- территория Лесной Мост
- территория Лесной Посёлок
- Лесозаводский переулок
- Лесопарковая аллея
- Лесопильная улица
- Лесопромышленный переулок
- Лесотехнический проезд
- территория Лесхоз
- Летнереченская улица
- Летний проезд
- Лечебный переулок
- Лётный проулок
- Ливвиковская улица
- Лижемская улица
- улица Лизы Чайкиной
- Лингвистический переулок
- Линдозерский проезд
- улица Линевского
- Линейный проезд
- территория Липа
- Липецкий проезд
- Липовый парк
- Лисий переулок
- улица Лисицыной
- Лиственная улица
- Листопадный переулок
- Литейная площадь
- Литейный сквер
- Литературный переулок
- Лицейский проезд
- территория Лобан
- Лобановский парк
- Лобановский спуск
- территория Лобановский Мост
- улица Лобачевского
- Логмозерская набережная
- Логмозерская улица
- Лодочный переулок
- переулок Лозовского
- остров Лойостров
- Лойостровский парк
- Локомотивная улица
- территория Локомотивное Депо
- Локомотивный сквер
- улица Ломоносова, в период оккупации Петрозаводска финскими войсками (1941—1944) — Kalajoenkatu (рус. Рыборецкая улица)[9]
- Ломоносовская аллея
- Лопарская улица
- Лосиный переулок
- территория Лососинка
- сквер Лососинное Урочище
- Лососинская набережная
- Лососинская улица
- парк Лососинские Ключи
- Лососинский остров
- Лососинский парк
- Лососинский спуск
- Лососинское шоссе
- Лоухский проезд
- Луганский проезд
- Луговая улица
- Луговой переулок
- территория Луда
- парк Луковощелье
- территория Луковощелье
- Лумбушский сквер
- переулок Луми
- улица Луначарского, в период оккупации Петрозаводска финскими войсками (1941—1944) — Vepsänkatu (рус. Вепсская улица)[9]
- Лунный проулок
- 1-й Лучевой проезд
- 2-й Лучевой проезд
- 3-й Лучевой проезд
- 4-й Лучевой проезд
- 5-й Лучевой проезд
- 6-й Лучевой проезд
- 7-й Лучевой проезд
- 8-й Лучевой проезд
- Лучистая улица
- Лыжная площадь
- Лыжная улица
- территория Лыжная База
- территория Лыжная Трасса «Фонтаны»
- Лыжный переулок
- улица Льва Толстого
- Льняной переулок
- улица Любы Тумановой
- Людиковская улица
- Ляскельская улица

## М
- Магистральный сквер
- остров Мадостров
- Мадостровский парк
- Майорский сквер
- территория Майорское
- Майский сквер
- улица Макарова
- улица Максима Горького, в период оккупации Петрозаводска финскими войсками (1941—1944) — Heimosoturinkatu (рус. Улица Воина-соплеменника)[9]
- Малая улица
- переулок Малая Вара
- сквер Малая Вара
- Малая Зареченская улица
- Малая Подгорная аллея
- сквер Малая Роща
- Малая Семейная аллея
- Малая Слободская улица
- территория Маленький Наволок
- Малиновый проезд
- Малозакаменский сквер
- Малозарецкий сквер
- Малосулажгорский проезд
- Малый сад
- Малый Зимницкий переулок
- Малый Ключевской сквер
- Малый Койвостровский парк
- Малый Лесной проулок
- Малый Лесоводческий переулок
- территория Малый Мост
- Малый Онежский проезд
- Малый Ригачный сквер
- сквер Малый Ручей
- Малый Рыбный переулок
- Малый Сарафановский проулок
- Малый Томицкий сквер
- Малый Удежский сквер
- Малый Южный сквер
- сквер Марии Мелентьевой
- Мариинский бульвар
- территория Мартыновщина
- Марциальный проезд
- площадь Маршала Жукова
- сквер Маршала Жукова
- площадь Маршала Мерецкова
- сквер Маршала Мерецкова
- улица Маршала Мерецкова
- улица Маршала Толбухина
- Мастеровой проезд
- Математический проезд
- Маткачинский переулок
- переулок Матросова
- улица Матросова
- Машезерская улица
- Машезерский бульвар
- Машезерский сквер
- микрорайон Машинистов
- сквер Машинистов
- Машинный проулок
- сквер Машиностроителей
- Машиностроительная площадь
- Машиностроительный проезд
- сквер Маяк
- Маячный парк
- Мебельная улица
- Мегрегский переулок
- Медвежий переулок
- Медвежьегорская улица
- Медицинский проезд
- территория Медицинский Городок
- сад Медицинского Института
- Медный переулок
- Медовый проулок
- Межевой проезд
- территория Межостров
- улица Мелентьевой
- Мелиоративный проезд
- квартал Мелодия Леса
- Мемориальный сквер
- улица Менделеева
- Метеорологический переулок
- Методический переулок
- Метчелицкий переулок
- Механический проезд
- микрорайон МЖК
- Мийнальский переулок
- Миккельский сквер
- Микрорайонный сквер
- Микрорайонный проулок
- Милицейский сквер
- парк Мира
- сад Мира
- улица Мира
- аллея Мира и Дружбы
- Митрофановская площадь
- сквер Михаила Заводовского
- улица Михаила Иссерсона
- сквер Михаила Калинина
- Михайловский переулок
- Михеевский сад
- Мичуринская улица
- улица Мо-и-Рана
- Молодёжная аллея
- Молодёжная улица
- аллея Молодёжных Объединений
- Молотовый переулок
- Монастырский переулок
- Монетный проезд
- Мончегорская улица, в период оккупации Петрозаводска финскими войсками (1941—1944) — Himjoenkatu (рус. Гимрекская улица)[9]
- Морозный проезд
- Морошковый проезд
- аллея Моряков
- сквер Моряков Онежской Флотилии
- Московская улица
- Московский проезд
- Московский сквер
- территория Мост Военведа
- территория Мост Кипучка
- территория Мост Лобановской Плотины
- территория Мост Паром
- Моторная улица
- Моторный проезд
- Моховой проезд
- территория МРС
- остров Мудростров
- Мудростровский парк
- Муезерская улица
- Муезерский проулок
- Муезерский сквер
- территория Муезерский Мост
- Мурманская улица, в период оккупации Петрозаводска финскими войсками (1941—1944) — Kuolankatu (рус. Кольская улица)[9]
- Мурманский сквер
- Мурманский тракт
- Муромская улица
- Мусковитный переулок
- Мыльный переулок
- парк Мыс Армстронга

## Н
- Набережная Мостовая аллея
- Нагорная улица
- аллея Над Французскими Прудами
- Надвоицкий проезд
- аллея Надежды
- Намоевский проезд
- Нарвская аллея
- Нарвский бульвар
- Народная улица
- Научный проезд
- территория Научный Городок
- улица Нахимова
- Неглин район
- Неглинный остров
- Неглинская аллея
- Неглинская набережная
- Неглинский проулок
- парк Неглинский Берег
- территория Неглинский Мост
- территория Неглинское Кладбище
- улица Некрасова, в период оккупации Петрозаводска финскими войсками (1941—1944) — Soksunkatu (рус. Шокшинская улица)[9]
- район Немецкий Наволок
- территория Немецкий Наволок
- улица Немецкий Наволок
- сквер Немецкое Кладбище
- Неминский проулок
- Несторская улица
- территория Нефтебаза
- Нефтяной переулок
- Нёлуксинская улица
- Нётомский переулок
- Нигиницкий сквер
- аллея Нигишламбская Дорога
- Нигишламбский проезд
- Нижнедревлянский сквер
- площадь Нижнее Чапаевское Кольцо
- территория Нижний Неглинский Мост
- Нижняя аллея
- аллея Нижняя Дорога
- сквер Николая Архипова
- сквер Николая Варламова
- улица Николая Омелина
- Никольская площадь
- Никольский остров
- Никольский парк
- Никольский проезд
- Никольско-Шуйская улица
- парк Нишкач
- переулок Нишкач
- территория Нишкач
- Нобельский переулок
- Нобельский сквер
- Новая улица
- территория Новая Деревня
- территория Новая Кукковка
- территория Новая Слобода
- Новгородская улица
- Новиковская улица
- Нововилговский переулок
- Нововосточная площадь
- Новоголиковский сквер
- Новодревлянский сквер
- Новозагородный проезд
- Новозагородный сквер
- Новокукковский проезд
- Новокукковский сквер
- Новолесная улица
- Новоманерная площадь
- сквер Новорождённых
- Новосельская улица
- Новосельский проезд
- Новосеминарская улица
- улица Новосёлов

- Новосулажгорская улица
- Новосулажгорский сквер
- микрорайон Новые Ключи
- проезд Новые Ключи
- микрорайон Новый Сайнаволок
- Нойбранденбургская улица
- Норвежский парк
- Норинский переулок
- парк Ночное Озеро
- Ночной проезд
- Нуортевская улица
- переулок Нуорунен
- Нурмолицкий проезд
- Ныркинский проулок
- Нюхчинский переулок
- Нючкинский переулок

## О
- Обжинский переулок
- Облачный проезд
- Облепиховая улица
- Оборонная улица
- Образовательный проезд
- Обувной проезд
- Овечий проулок
- Овсяный переулок
- Огородная улица
- Огородный переулок
- Оздоровительный переулок
- улица Озерецковского
- сквер Озеро Ламба
- Озёрный переулок
- Ойгорецкая улица
- Октябрьский проспект
- Октябрьский район
- Октябрьский сквер
- 1-й Октябрьский микрорайон
- 2-й Октябрьский микрорайон
- 3-й Октябрьский микрорайон
- 4-й Октябрьский микрорайон
- 5-й Октябрьский микрорайон
- 6-й Октябрьский микрорайон
- улица Октября
- район Окунья Тоня
- мулица Окунья Тоня
- улица Олега Кошевого
- Олений переулок
- квартал Олимп
- аллея Олимпийская Слава Карелии
- Олимпийский проезд
- Олимпийский сквер
- Олонецкая улица, в период оккупации Петрозаводска финскими войсками (1941—1944) — Louhenkatu (рус. Улица Лоухи)[9]
- улица Олонецких Ополченцев
- улица Олонецких Полков
- Ольховый проезд
- переулок «Ома Муа»
- Ондозерский проулок
- Ондская улица
- проулок Онегзаводская Ветка
- Онегзаводско проезд
- Онежская набережная
- Онежская улица
- Онежский микрорайон
- Онежский переулок
- Онежский проезд
- парк Онежский Родник
- улица Онежской Флотилии
- Оранжерейный сквер
- Орзегский проезд
- квартал Орион
- Орланский переулок
- Орловский переулок
- сквер Ортьё Степанова
- Оружейный проезд
- Осенний проезд
- Осетровый переулок
- остров Островок
- остров Островок Пролива
- Островский переулок
- улица Островского, в период оккупации Петрозаводска финскими войсками (1941—1944) — Untamonkatu (рус. Улица Унтамо, в честь героя эпоса «Калевала»)[9]
- Отрадная улица
- Отраслевой проулок
- аллея Отцов
- Офицерская площадь
- Охотничья улица
- Охтинский переулок
- Оштинская аллея
- Оштинский переулок

## П
- Паанаярвский проулок
- улица Павла Рыбникова
- Паданская улица
- Падозерская улица
- Пайрецкая улица
- Пайский проезд
- Палатский сквер
- Палеостровская улица
- аллея Памяти
- площадь Памяти
- аллея Памяти Детей-Героев Великой Отечественной войны
- сквер Памяти Узников Концлагерей
- Панозерский переулок
- 8-я Параллельная улица
- Парковая улица
- Парковый переулок
- Парниковая улица
- проезд Паровозников
- Паровозный сквер
- Паромный спуск
- Пароходная улица
- Партизанская улица
- сквер Партизанская Поляна
- Парусный переулок
- улица Парфёнова
- улица Пархоменко
- парк Патриот
- Патрушевская улица
- улица Паустовского
- Пашенный переулок
- Пегремская улица
- Педагогический сквер
- остров Педай
- парк Педай
- микрорайон Педучилища
- Пейзажный переулок
- аллея Первая Древлянка
- Первомайская площадь
- Первомайский проспект, в период оккупации Петрозаводска финскими войсками (1941—1944) — Vienantie (рус. Беломорская улица)[9]
- Первомайский район
- Первомайский сквер
- территория Первомайский Мост
- район Перевалка
- микрорайон Перевалка-1
- микрорайон Перевалка-2
- территория Перевалка-2
- микрорайон Перевалка-3
- микрорайон Перевалка-4
- микрорайон Перевалка-5
- микрорайон Перевалка-6
- Перевалочная улица
- сквер Перевалочная Биржа
- территория Перевалочная Биржа
- Перевалочный тупик
- сад Перинатального Центра
- Перспективная магистраль
- улица Перттунена
- Перхинская улица
- Песенный переулок
- переулок Пески
- район Пески
- улица Пески
- Песковский переулок
- территория Песочки
- Песочная улица
- Песчаный проезд
- сквер Петра Анохина
- улица Петра Тикиляйнена
- улица Петрова
- Петровская площадь
- Петровский сквер
- парк Петровский Родник
- Петрозаводский тракт
- улица Петрозаводских Дивизий
- Петрозаводское шоссе
- территория Петрозаводской Птицефабрики
- территория Петуний Наволок
- проезд Петушки
- территория Петушки
- Пехотный проезд
- Пименовский сквер
- территория Пименовский Мост
- улица Пионеров
- Пионерская аллея
- Пионерская улица
- сквер Пирамида
- улица Пирогова
- Питкярантская улица
- территория ПК «Седьмой Университетский»
- территория ПК «ТИЗ Сайнаволок-2»
- территория ПК «Университет»
- территория ПК «Университет-2003»
- Платформенный сквер
- улица Плеханова
- сквер ПЛМК
- территория Плодово-Ягодный Питомник
- Плотвичный проулок
- Плотницкий переулок
- аллея Победы
- бульвар Победы
- парк Победы
- площадь Победы
- Повежский проулок
- Повенецкая улица
- Пограничная улица
- Пограничный сквер
- аллея Под Садом
- Подсочная улица
- Подсочный парк
- сквер Пожарных и Спасателей
- аллея Пожарных-Спасателей
- Покровский сквер
- Полдозерский переулок
- Полевой переулок
- Полевой сквер
- улица Поленова
- Полковая площадь
- Полигонный проезд
- Политехническая улица
- Половинный проезд
- Полтавский переулок
- Полуденный переулок
- Полярная улица
- Полярный тупик
- Поморский проезд
- Поньгомский проезд
- Попов остров
- переулок Попова
- сквер Попова
- улица Попова
- Поребриковый переулок
- Порожковый переулок
- территория Порт Петрозаводск
- Портовый сквер
- территория Посёлок Дорожников
- территория Посёлок Онегзавода
- Почтовая площадь
- Почтовый проезд
- Поэтический сквер
- улица «Правды» (до мая 1962 года — Вытегорская)[10]
- Правительственный сад
- Предзаводская площадь
- Предтеченский переулок
- Прибрежная улица
- Прибрежный переулок
- Привокзальный проезд
- Пригородный парк
- территория Пригородный Мост
- Придорожный сквер
- Прилогмозерский сквер
- территория Принеглинский Мост
- Приозёрная улица
- Приозёрный парк
- Прионежская улица
- Приписной переулок
- Приречный проезд
- Природный переулок
- Пристанский проулок
- Пристанционный сквер
- улица Пришвина
- Пришкольный переулок
- Пришкольный сквер
- территория Проба
- Пробная улица, в период оккупации Петрозаводска финскими войсками (1941—1944) — Kullervonkatu (рус. Улица Куллерво)[9]
- Программный переулок
- Проектируемая магистраль
- Производственный проезд
- Прокудинский сквер
- Пролетарская улица, в период оккупации Петрозаводска финскими войсками (1941—1944) — Porojärvenkatu (рус. Поросозерская улица)[9]
- территория Промгородок
- территория Промузел Пески
- Промысловый проулок
- Промышленная площадь
- Промышленная улица, в период оккупации Петрозаводска финскими войсками (1941—1944) — Annikinkatu (рус. Улица Анникки, героиня эпоса «Калевала»)[9]
- территория Промышленная Станция
- проезд Просвещения
- проулок Просека
- Просторный переулок
- Протасьевский сквер
- Профессорский бульвар
- парк Профсоюзов
- улица Профсоюзов
- Прудовая аллея
- Прушевская аллея
- Пряжинская улица
- Пряжинский проезд
- территория Пряжинский Переезд
- территория Пряжинский Путепровод
- Пряжинское шоссе
- Птицеводческий проезд
- район Птицефабрика
- улица Птицефабрика
- Птичий сквер
- улица Пугачёва
- Пуговичный переулок
- Пудожская улица
- Путевой переулок
- Путейская улица
- территория Путейский Мост
- Путилицкий переулок
- Пухтинский проезд
- Пушкинская улица
- Пшеничный переулок
- Пяжиевский проезд
- парк Пятидесятилетия Пионерской Организации

## Р
- Рабочая улица
- Рабочий проезд
- микрорайон Рабочий Городок
- Радбартская улица
- 1-й Радиальный проезд
- 2-й Радиальный проезд
- территория Радиозавод
- парк Радиозавода
- проезд Радиозавода
- территория Радиопосёлок
- сад Радиостанции
- улица Радищева
- 1-й Радужный проезд
- 2-й Радужный проезд
- 3-й Радужный проезд
- 4-й Радужный проезд
- улица Раевского
- микрорайон Разина
- улица Разина
- Разъезжая улица
- переулок Райда
- территория Райда
- территория Ранжирный Парк
- территория Рапак
- территория Распан
- Рассветный переулок
- Ратная площадь
- Рахтинская улица
- Ребольский переулок
- Революционная улица
- Резервный квартал
- парк Река Сулажгорка
- проулок Реки Рыбки
- Рекрутская улица
- Рельсовый переулок
- Ремесленный проезд
- улица Репина
- переулок Репникова
- улица Репникова
- Репный переулок
- улица Рериха
- Ресурсный переулок
- Речная улица
- 1-й Речной переулок
- 2-й Речной переулок
- 3-й Речной переулок
- 4-й Речной переулок
- Ржаной переулок
- улица Ригачина, до 1961 года — Болотная[11].
- аллея Ригачная Дорога
- сквер Ригачное Поле
- Ринтальский сквер
- сквер Роберта Рождественского
- улица Роберта Рождественского
- Робототехнический переулок
- улица Ровио
- парк Родник «Лягушка»
- Родниковый бульвар
- Родниковый проезд
- 1-й Родниковый переулок
- 2-й Родниковый переулок
- 3-й Родниковый переулок
- 4-й Родниковый переулок
- 5-й Родниковый переулок
- Розмозерская улица
- Розовая улица
- Розовый проезд
- улица Рокаччу
- аллея России
- сквер Российской Полиции
- территория Роща Карельских Берёз
- Рубежный сквер
- Ругозерский переулок
- территория Ругозерский Мост
- Рудничный переулок
- Рудный проезд
- Рудознатная улица
- Рудяная площадь
- Руйговская улица
- площадь Румянцевская Дача
- Румянцевский парк
- Рускеальский проезд
- Ручейный переулок
- Рыбацкий проезд
- территория Рыбацкое
- район Рыбка
- улица Рыбка
- территория Рыбка-3
- территория Рыбка-4
- территория Рыбка-6
- Рыбный переулок
- Рыборецкий проезд
- переулок Рылеева
- улица Рылеева
- Рымбозерский проулок
- Рыночная площадь
- Рябиновая улица
- Рядовой проезд
- Ряпушковая улица

## С
- парк Савин Наволок
- проезд Савин Наволок
- территория Савин Наволок
- территория Савковщина
- Савороженская улица
- Сагарвская улица
- Садовая улица
- район Сайнаволок
- Сайнаволокский проезд
- 1-й Сайнаволокский переулок
- 2-й Сайнаволокский переулок
- 3-й Сайнаволокский переулок
- 4-й Сайнаволокский переулок
- 5-й Сайнаволокский переулок
- 6-й Сайнаволокский переулок
- 7-й Сайнаволокский переулок
- Салминский переулок
- Самбальская улица
- сквер Сампо
- улица Сампо
- улица Самуила Маршака
- Санаторная улица
- Санкт-Петербургская аллея
- Сапожный переулок
- территория Сарафановка
- улица Свердлова
- Светичский переулок
- Светлановский проезд
- Светлый проезд
- квартал Свиристель
- Свирская аллея
- Свирская улица
- улица Свирских Дивизий
- улица Связи
- переулок Связистов
- Связной переулок
- Святлицкий переулок
- Святнаволоцкий переулок
- Святозерский проезд
- Севастопольский проезд
- Северная улица, в период оккупации Петрозаводска финскими войсками (1941—1944) — Vitelennkatu (рус. Видлицкая улица)[9]
- 2-я Северная улица
- район Северная Промзона
- бульвар Северная Точка
- площадь Северная Точка
- проезд Северная Точка
- сквер Северная Точка
- территория Северная Точка
- квартал Северное Сияние
- Северный микрорайон
- Северный парк
- территория Северный Вороний Нос
- территория Северный Грузовой Порт
- территория Северный Семафор
- улица Северный Семафор
- Сегежская улица
- парк Сельгская Речка
- Сельгский парк
- Сельский переулок
- Семейная аллея
- Семейный сквер
- Семёновский проезд
- Семивёрстная улица
- сквер Семидесятилетия Победы
- сквер Семьдесят Первой Стрелковой Дивизии
- парк Сенаторка
- территория Сенаторка
- Сенная площадь
- Сенной бульвар
- Сенной переулок
- переулок Серафимовича
- улица Серафимовича
- сквер Сергея Кирова
- переулок Сергея Тюленина
- Сердобольский проезд
- Серебристая улица
- квартал Серебряный Бор
- переулок Серебряный Бор
- Серпуховский переулок
- Сестрорецкий проезд
- Сетевой проезд
- территория Сигач
- Сиговая улица
- площадь Силикатное Кольцо
- Силикатный переулок
- территория Силикатный Завод
- Симеоновская улица
- Сиреневая улица
- Скалистая улица
- Скалистый переулок
- Скандинавский проезд
- Складская улица
- аллея Славы
- территория Слободка
- Слободской переулок
- Слободской сквер
- Слюдяной переулок
- парк Слюдяной Фабрики
- Смоляной проезд
- Смородиновый проезд
- квартал Снегири
- Снегириный переулок
- Снежный проезд
- территория СНТ «Водник»
- Соболевский переулок
- Соболиный переулок
- Соборный сквер
- Советская площадь
- Советская улица, в период оккупации Петрозаводска финскими войсками (1941—1944) — Lotankatu (рус. Улица Лотты)[9]
- Советский сквер
- территория Советский Мост
- Совиный переулок
- аллея Современного Искусства
- территория Совхоз Онегзавода
- территория Совхоз «Тепличный»
- Совхозная улица
- аллея Согласия
- Соймовая улица
- Соколиный переулок
- территория Солдатская Слобода
- Солдатский переулок
- Солеварная улица
- Солнечная улица
- Солнечный квартал
- Солнечный сквер
- Соловецкий проезд
- район Соломенное
- микрорайон Соломенное-1
- Соломенская площадь
- Соломенская улица
- территория Соломенская Пустынь
- Соломенский парк
- территория Соломенский Кирпичный Завод
- территория Соломенский Промузел
- Соломенское шоссе
- территория Соломенское Кладбище
- Сорокская улица
- Сорокский проезд
- Сортавальская улица
- Сортавальский бульвар
- Сортавальский сквер
- территория Сортировочная Площадка
- Сосновая улица
- Сосновецкий проезд
- Сосновецкий сквер
- Сосновый сквер
- переулок Софьи Ковалевской
- улица Софьи Ковалевской
- проулок Соцгородок
- территория Соцгородок
- Социалистическая улица
- аллея Союза Городов Центра и Северо-Запада России
- переулок Спасателей
- Спасский проезд
- сквер Спецавтобазы
- Спировский сквер
- Спортивная аллея
- Спортивная улица
- Спортивный проезд
- Спортивный сквер
- Среднеголиковская аллея
- Среднесоломенский проулок
- Среднесулажгорский проулок
- Средний переулок
- Средний Зимницки проулок
- Средний Сарафановский проулок
- территория Средняя Деревня
- аллея Средняя Дорога
- Средняя Зареченская улица
- территория СТ «Лазурное»
- территория Стадион «Коммунальник»
- территория Стадион «Спартак»
- территория Стадион «Юность»
- сквер Стадиона «Динамо»
- сквер Стадиона «Локомотив»
- территория Стадионный Мост
- Стажедимский переулок
- Сталинградская улица
- сквер Станкозавода
- сквер Станции Петрозаводск
- Станционная улица, в период оккупации Петрозаводска финскими войсками (1941—1944) — Asemakatu (рус. Вокзальная улица)[9]
- Станционный переулок
- Станционный Томицкий сквер
- проезд Станция Голиковка
- территория Станция Голиковка
- проезд Станция Каменный Бор
- территория Станция Каменный Бор
- территория Станция Онежский
- улица Станция Онежский
- проезд Станция Петрозаводск
- территория Станция Петрозаводск
- проезд Станция Петрозаводск-Пассажирская
- территория Станция Петрозаводск-Пассажирская
- проезд Станция Петрозаводск-Товарная
- территория Станция Петрозаводск-Товарная
- территория Станция Томицы
- улица Станция Томицы
- территория Старая Кукковка
- микрорайон Старая Кукковка-1
- микрорайон Старая Кукковка-2
- микрорайон Старая Кукковка-3
- территория Старобольничный Городок
- Старовокзальная площадь
- Старовокзальный сквер
- Стародревлянский проезд
- Старокирпичный сквер
- Старокукковский проезд
- Старокукковский сквер
- Старокурганский переулок
- Старообрядческая улица
- Старосельгский проезд
- Старосельгский сквер
- сквер Старосулажгорское Кладбище
- Старошуйский проезд
- Старый Железнодорожный микрорайон
- Старый Зимницкий переулок
- Старый Томицкий парк
- Стекольная улица
- Стекольный переулок
- Степановский переулок
- аллея Столетия Карелии
- Столярный переулок
- Стрелковый проезд
- аллея Строителей
- квартал Строителей
- проезд Строителей
- сквер Строителей
- улица Строителей
- микрорайон Строитель
- сквер Строительного Техникума
- парк Студенец
- аллея Студенецкая Тропа
- Студенецкий переулок
- Студенческий бульвар
- Студенческий переулок
- Студёный проезд
- парк Студёный Ручей
- проезд Суворова
- улица Суворова
- Судалицкий переулок
- территория Судоверфь
- Судовой переулок
- Судостроительная аллея
- Судостроительная площадь
- Судостроительная улица
- Судоходный переулок
- Суйсарский переулок
- проулок Сулаж
- район Сулажгора
- улица Сулажгора
- территория Сулажгора-1
- территория Сулажгора-2
- Сулажгорская аллея
- Сулажгорская улица
- парк Сулажгорская Ламба
- парк Сулажгорские Высоты
- улица Сулажгорские Высоты
- Сулажгорский проезд
- Сулажгорский сад
- Сулажгорский сквер
- территория Сулажгорский Карьер
- район Сулажгорский Кирпичный Завод
- территория Сулажгорский Кирпичный Завод
- территория Сулажгорский Переезд
- парк Сулажгорский Питомник
- площадь Сулажгорский Починок
- парк Сулажгорский Родник
- парк Сулажгорского Кирпичного Завода
- улица Сулажгорского Кирпичного Завода
- Сумпосадская улица
- Сунская улица
- Суоярвская улица
- Суоярвски парк
- Суоярвский переулок
- территория Суоярвский Переезд
- Суоярвское шоссе
- улица Сусанина
- Счастливый сквер
- Счётный проезд
- Сыктывкарская улица
- Сямозерский проезд
- Сяндебский переулок

## Т
- Таёжный проезд
- сквер Таёжный Островок
- сквер Талви
- Талый проезд
- Тамбицкая улица
- Таратайкинский проезд
- Таратайкинский сквер
- территория Таратайкинское
- Тарханный проезд
- проулок Татти
- территория Тверско-Карельский
- Театральная площадь
- Театральный сквер
- Тележный переулок
- микрорайон Телецентра
- парк Телецентра
- площадь Телецентра
- проулок Телецентра
- Тенистая аллея
- Тенистая улица
- Тенистый разъезд
- Тепличная улица
- Тепличный район
- Тепловозный переулок
- Тепловой проезд
- парк Тереж
- Тережский проезд
- Терентьевский сквер
- Терманский сквер
- территория Технологическая Деревня
- Технологический проезд
- территория Технопарк
- Тивдийская улица
- проезд Тидена
- улица Тимирязева
- улица Тимофея Артемьева
- Типиницкий сквер
- Типографский переулок
- Тихвинский сквер
- Тихий проезд
- Тихий сквер
- Товарная улица
- Товарный сквер
- территория Товарный Двор
- сквер Тойво Вяхя
- Толевый сквер
- парк Толстой Наволок
- территория Толстой Наволок
- парк Томица
- Томицкая улица
- территория Томицкие Болота
- Томицкий парк
- район Томицы
- Топографический переулок
- Тополиный сквер
- Торговая улица
- Торговый проезд
- улица Торнева
- Торфяной переулок
- Трактовый проулок
- Тракторный парк
- Тракторный переулок
- проезд Тракторостроителей
- Тракторостроительны микрорайон
- Траловый проезд
- Транспортная улица
- Транспортный переулок
- Траулерный переулок
- Трелёвочный переулок
- территория Третье Отделение Совхоза «Тепличный»
- территория Треугольник
- аллея Трёхсотлетия Петрозаводска
- парк Тридцатипятилетия Победы
- сквер Трикотажной Фабрики
- территория Тринадцатый Километр Автодороги Петрозаводск — Суоярви
- Троллейбусная улица
- территория Троллейбусное Управление
- Троллейбусный переулок
- Троллейбусный сквер
- аллея Тропа Здоровья
- аллея Тропа Ивана-Царевича
- улица Трофима Рябинина
- Трофимовский проезд
- улица Труда
- Трудовой переулок
- территория Трудовые Резервы
- улица Трудовых Резервов
- территория ТСЖ «Авея»
- территория ТСЖ «Альбатрос»
- территория ТСЖ «Анохина-12»
- территория ТСЖ «Анохина-37»
- территория ТСЖ «Антонова-8»
- территория ТСЖ «Архипова-8»
- территория ТСЖ «Балтийская-11»
- территория ТСЖ «Балтийская-23»
- территория ТСЖ «Балтийская-37»
- территория ТСЖ «Балтийская-39»
- территория ТСЖ «Балтийское»
- территория ТСЖ «Блок-1»
- территория ТСЖ «Блок-2»
- территория ТСЖ «Блок-3»
- территория ТСЖ «Боровая-7»
- территория ТСЖ «Варкауса-1»
- территория ТСЖ «Варкауса-2»
- территория ТСЖ «Варкауса-9-А»
- территория ТСЖ «Варкауса-17-1»
- территория ТСЖ «Варкауса-21»
- территория ТСЖ «Варламова-35»
- территория ТСЖ «Варламовское»
- территория ТСЖ «Ватутина-26»
- территория ТСЖ «Ватутина-28»
- территория ТСЖ «Ватутина-52»
- территория ТСЖ «Ватутина-54»
- территория ТСЖ «Весна»
- территория ТСЖ «Веста»
- территория ТСЖ «Виданское»
- территория ТСЖ «Виктория-18»
- территория ТСЖ «Водник»
- территория ТСЖ «Водников-1»
- территория ТСЖ «Волховская-12»
- территория ТСЖ «Волховское»
- территория ТСЖ «Гавань»
- территория ТСЖ «Герцена-41»
- территория ТСЖ «Гоголевское»
- территория ТСЖ «Горка»
- территория ТСЖ «Густав»
- территория ТСЖ «Двина»
- территория ТСЖ «Двина-1»
- территория ТСЖ «Державина-5»
- территория ТСЖ «Державина-25»
- территория ТСЖ «Дом на Андропова»
- территория ТСЖ «Древлянка-5»
- территория ТСЖ «Древлянское»
- территория ТСЖ «Зайцева-8»
- территория ТСЖ «Зайцева-9-А»
- территория ТСЖ «Заречное»
- территория ТСЖ «Заречное-1»
- территория ТСЖ «Заречное-2»
- территория ТСЖ «Заречье»
- территория ТСЖ «Заречье» (Каменный Бор)
- территория ТСЖ «Заречье-1»
- территория ТСЖ «Заречье-2»
- территория ТСЖ «Заречье-7»
- территория ТСЖ «Заречье-8»
- территория ТСЖ «Заречье-11»
- территория ТСЖ «Зелёная-2»
- территория ТСЖ «Зелёная-3»
- территория ТСЖ «Зелёная-12»
- территория ТСЖ «Зелёная-14»
- территория ТСЖ «Знание»
- территория ТСЖ «Интер»
- территория ТСЖ «Калевалы-4-А»
- территория ТСЖ «Карельский Берег»
- территория ТСЖ «Карельский Проспект, Дом 8-А»
- территория ТСЖ «Карла Маркса-12»
- территория ТСЖ «Карла Маркса-22»
- территория ТСЖ «Кемское»
- территория ТСЖ «Кирова-19»
- территория ТСЖ «Ключевая-1»
- территория ТСЖ «Ключевая-2»
- территория ТСЖ «Ключевая-6»
- территория ТСЖ «Ключевая-16»
- территория ТСЖ «Ключевское Шоссе-3»
- территория ТСЖ «Ключевской»
- территория ТСЖ «Коммунистов-32-Б»
- территория ТСЖ «Контакт»
- территория ТСЖ «Красная-34»
- территория ТСЖ «Красноармейская»
- территория ТСЖ «Красноармейская-8»
- территория ТСЖ «Краснофлотская-7»
- территория ТСЖ «Кремлёвская Стена»
- территория ТСЖ «Кросс»
- территория ТСЖ «Ла-Рошель-5»
- территория ТСЖ «Ленина-15»
- территория ТСЖ «Ленина-18-Б»
- территория ТСЖ «Ленина-25»
- территория ТСЖ «Ленина-28-А»
- территория ТСЖ «Ленина-38-А»
- территория ТСЖ «Ленинградская-9»
- территория ТСЖ «Лесная-7»
- территория ТСЖ «Лесная-23»
- территория ТСЖ «Лесное-12»
- территория ТСЖ «Лесной»
- территория ТСЖ «Лесной-45-11»
- территория ТСЖ «Лососинка»
- территория ТСЖ «Лососинская»
- территория ТСЖ «Лососинская-7»
- территория ТСЖ «Лососинское-33-1»
- территория ТСЖ «Луначарского-Пробная»
- территория ТСЖ «Лыжная-1»
- территория ТСЖ «Магистраль»
- территория ТСЖ «Максим»
- территория ТСЖ «Машезерское»
- территория ТСЖ «Машиностроитель-3»
- территория ТСЖ «МЖК-2»
- территория ТСЖ «Мирное»
- территория ТСЖ «Мичуринская-7»
- территория ТСЖ «Мичуринская-9»
- территория ТСЖ «Мичуринское»
- территория ТСЖ «Мой Дом-17»
- территория ТСЖ «Мой Дом-21»
- территория ТСЖ «Монолит-6»
- территория ТСЖ «Монолит-7»
- территория ТСЖ «Московская-21»
- территория ТСЖ «Муезерка»
- территория ТСЖ «Мурманка»
- территория ТСЖ «Мурманская-13-А»
- территория ТСЖ «Мурманская-15-А»
- территория ТСЖ «Мурманское»
- территория ТСЖ «Наш Дом»
- территория ТСЖ «Наш Дом» (Зайцева-15)
- территория ТСЖ «Невский»
- территория ТСЖ «Невское»
- территория ТСЖ «Невское-1»
- территория ТСЖ «Невское-54»
- территория ТСЖ «Неглинка»
- территория ТСЖ «Ода»
- территория ТСЖ «Октябрьский»
- территория ТСЖ «Октябрьский-59-А»
- территория ТСЖ «Октябрьский-68»
- территория ТСЖ «Октябрьский-70»
- территория ТСЖ «Олимпийский-1»
- территория ТСЖ «Омега»
- территория ТСЖ «Онежские Берега»
- территория ТСЖ «Онежский Берег»
- территория ТСЖ «Онежское»
- территория ТСЖ «Парк»
- территория ТСЖ «Парковая»
- территория ТСЖ «Парковая-46»
- территория ТСЖ «Парковая-46-А»
- территория ТСЖ «Парковая-46-В»
- территория ТСЖ «Парковая-46-Г»
- территория ТСЖ «Парковое»
- территория ТСЖ «Парус»
- территория ТСЖ «Первомайский-3»
- территория ТСЖ «Первомайский-12»
- территория ТСЖ «Первомайский-34»
- территория ТСЖ «Первомайский-37»
- территория ТСЖ «Пески»
- территория ТСЖ «Петрова-7»
- территория ТСЖ «Питкярантская-22»
- территория ТСЖ «Пограничная-10»
- территория ТСЖ «Пограничная-52»
- территория ТСЖ «Пограничная-56»
- территория ТСЖ «Порядок»
- территория ТСЖ «Прогресс»
- территория ТСЖ «Промышленная-10»
- территория ТСЖ «Проспект Ленина, Дом-9»
- территория ТСЖ «Радуга-5»
- территория ТСЖ «Радужный»
- территория ТСЖ «Радужный-1»
- территория ТСЖ «Радужный-2»
- территория ТСЖ «Радужный-4»
- территория ТСЖ «Радужный-5»
- территория ТСЖ «Радужный-Плюс»
- территория ТСЖ «Ранта»
- территория ТСЖ «Ригачина-34»
- территория ТСЖ «Ригачина-46»
- территория ТСЖ «Ригачина-46-А»
- территория ТСЖ «Ригачина-50-А»
- территория ТСЖ «Ровио-3-А»
- территория ТСЖ «Ровио-12-А»
- территория ТСЖ «Ровио-18»
- территория ТСЖ «Родник»
- территория ТСЖ «Рождественское»
- территория ТСЖ «Свердлова-10»
- территория ТСЖ «Связист»
- территория ТСЖ «Северное»
- территория ТСЖ «Северное Сияние»
- территория ТСЖ «Северяночка»
- территория ТСЖ «Селена»
- территория ТСЖ «Символ»
- территория ТСЖ «СК-10»
- территория ТСЖ «СК-10-А»
- территория ТСЖ «СК-12-Б»
- территория ТСЖ «СК-14»
- территория ТСЖ «СК-14-А»
- территория ТСЖ «СК-16-А»
- территория ТСЖ «Снегири»
- территория ТСЖ «Советская-1»
- территория ТСЖ «Советская-2»
- территория ТСЖ «Содружество»
- территория ТСЖ «Солнечная-1»
- территория ТСЖ «Сортавальская-9»
- территория ТСЖ «Сосновая-23»
- территория ТСЖ «Сотка»
- территория ТСЖ «Софьи Ковалевской-12»
- территория ТСЖ «Софьи Ковалевской-12-А»
- территория ТСЖ «Станционная-24-А»
- территория ТСЖ «Станционная-30»
- территория ТСЖ «Студенческий-1»
- территория ТСЖ «Студенческий Переулок Дом-13»
- территория ТСЖ «Суворова-21»
- территория ТСЖ «Сулажгорская-7»
- территория ТСЖ «Суоярвская-32»
- территория ТСЖ «Суоярвская-32-А»
- территория ТСЖ «Суоярвская-34»
- территория ТСЖ «Сусанина-6-А»
- территория ТСЖ «Сусанина-15»
- территория ТСЖ «Сыктывкарская-5»
- территория ТСЖ «Сыктывкарская-5-А»
- территория ТСЖ «Университетская-17»
- территория ТСЖ «Успех»
- территория ТСЖ «Уют»
- территория ТСЖ «Уют-1»
- территория ТСЖ «Уют-2»
- территория ТСЖ «Фонтан»
- территория ТСЖ «Форт-1»
- территория ТСЖ «Центр-Плюс»
- территория ТСЖ «Центральное»
- территория ТСЖ «Чайка»
- территория ТСЖ «Чайка-24»
- территория ТСЖ «Чапаева-102»
- территория ТСЖ «Чапаева-104»
- территория ТСЖ «Частный Дом»
- территория ТСЖ «Чернышевского-13»
- территория ТСЖ «Черняховского-41»
- территория ТСЖ «Черняховского-43»
- территория ТСЖ «Чкалова-45»
- территория ТСЖ «Чкаловское»
- территория ТСЖ «Эдем»
- территория ТСЖ «Экспресс»
- территория ТСЖ «Юбилейный-1»
- территория ТСЖ «Юбилейный-3»
- территория ТСН «Адмирал»
- территория ТСН «Александра Невского-55-А»
- территория ТСН «Антонова-7»
- территория ТСН «Варкауса-37»
- территория ТСН «Ведлозерская-9»
- территория ТСН «Водник»
- территория ТСН «Вытегорское-41»
- территория ТСН «Герцена-18»
- территория ТСН «Григорьева-4»
- территория ТСН «Державина-4»
- территория ТСН «Жилой Комплекс Порт»
- территория ТСН «Жуковского-2»
- территория ТСН «Зарека»
- территория ТСН «Карьер»
- территория ТСН «Кемская-7»
- территория ТСН «Кемская-19»
- территория ТСН «Кемская-21»
- территория ТСН «Кемская-25»
- территория ТСН «Ключевая-4»
- территория ТСН «Ключевая-6-3»
- территория ТСН «Ключевая-6-5»
- территория ТСН «Ключевая-22-А»
- территория ТСН «Краснофлотская»
- территория ТСН «Кузьмина-2003»
- территория ТСН «Ленина-7»
- территория ТСН «Ленина-17»
- территория ТСН «Лесная-29»
- территория ТСН «Лисицыной-6»
- территория ТСН «Лососинское-13»
- территория ТСН «Мой Дом»
- территория ТСН «Московское»
- территория ТСН «Мурманская-9-А»
- территория ТСН «Мурманское-1-А»
- территория ТСН «Невский-3»
- территория ТСН «Новый Дом»
- территория ТСН «Пархоменко-24»
- территория ТСН «Пархоменко-33»
- территория ТСН «Паустовский»
- территория ТСН «Первомайский Проспект-52»
- территория ТСН «Петрова-5-А»
- территория ТСН «Петрова-19»
- территория ТСН «Петрова-21»
- территория ТСН «Петрова-23»
- территория ТСН «Петрова-25»
- территория ТСН «Петрова-27»
- территория ТСН «Повенецкая-3»
- территория ТСН «Пограничная-54»
- территория ТСН «Правды-11-А»
- территория ТСН «Проспект Ленина-37»
- территория ТСН «Ригачина-20-А»
- территория ТСН «Ровио-20»
- территория ТСН «Свердлова-15»
- территория ТСН «Свердлова-26»
- территория ТСН «Сегежская-13»
- территория ТСН «Сегежская-21»
- территория ТСН «СК-16»
- территория ТСН «СК-16-Б»
- территория ТСН «СК-18»
- территория ТСН «Скандинавский-2-Б»
- территория ТСН «Сулажгорская-29-А»
- территория ТСН «Суоярвская-26»
- территория ТСН «Сусанина-23»
- территория ТСН «Талисман»
- территория ТСН «Университетская-19»
- территория ТСН «Чайка-1»
- территория ТСН «Чайка-8А»
- территория ТСН «Чайка-10»
- территория ТСН «Чкалова-49»
- территория ТСН «Шотмана-20»
- территория ТСН «Юбилейный-5»
- Тулгубский переулок
- Тульский проезд
- Тумбинский переулок
- Тунгудский переулок
- Тупиковая улица
- улица Тургенева
- Тусоломский проезд
- Тутолминская аллея
- Тухтаровская улица
- территория ТЭЦ
- Тюбингенская улица
- Тюремная площадь
- Тяговый проезд

## У
- Уваровская улица
- Углежогный переулок
- Угловой переулок
- Угольная площадь
- Угольный проезд
- парк Удега
- Удежская площадь
- Удежский проезд
- Ужесельгский проезд
- Узкая аллея
- территория Узкая Слобода
- Узкий проезд
- Узловой переулок
- Укшезерская улица
- Улитинский переулок
- улица Ульянова
- улица Ульяны Громовой
- улица Умео
- Университетская площадь
- Университетская улица
- Университетский квартал
- Университетский сквер
- 1-й Университетский проезд
- 2-й Университетский проезд
- 3-й Университетский проезд
- 4-й Университетский проезд
- микрорайон Университетский Городок
- Урицкий микрорайон
- Урожайная улица
- Усадебная улица
- 1-й Усадебный проезд
- 2-й Усадебный проезд
- 3-й Усадебный проезд
- 4-й Усадебный проезд
- микрорайон Усадьбы
- сквер Утиный Пруд
- Утренний переулок
- Учебный проезд
- Ученический проезд
- Учительская улица
- переулок Ушакова
- территория Ушаково
- Уютный квартал

## Ф
- Фабричная улица
- Фаддеевская улица
- Фаддеевский сквер
- улица Федосовой
- Феодосийская улица
- переулок Фёдора Глинки
- улица Фёдора Тимоскайнена
- Фёдоровская улица
- Физическая улица
- Физкультурный проезд
- Физкультурный сквер
- Филологическа улица
- Финский проезд
- Финский сквер
- Флотский проезд
- Фоймогубская улица
- Фонтанный проезд
- территория Фонтанный Путепровод
- парк Фонтаны
- Форелевая улица
- Фортунатовская улица
- Французский бульвар
- парк Французский Пруд
- улица Фридриха Энгельса, в период оккупации Петрозаводска финскими войсками (1941—1944) — Keskuskatu (рус. Центральная улица)[9]
- улица Фрунзе
- Фрунзенская аллея
- Фуллонский бульвар
- переулок Фурманова
- улица Фурманова
- Футбольная аллея
- Футбольная площадь
- Футбольный переулок

## Х
- улица Халтурина
- Харвестерный проулок
- Харьковская улица
- Хвойный парк
- Хвойный переулок
- улица Хейкконена
- Хелюльский проулок
- Хелюльский сквер
- парк Хиилисуо
- Хийтольский сквер
- территория Химлесхоз
- территория Хладокомбинат
- Хлебный переулок
- Хлебный сквер
- Хлебозаводской сквер
- Холмистый переулок
- Холмистый проезд
- Холодный проулок
- Хоровой проезд
- проезд Художников Авдышевых
- Хуторской проулок

## Ц
- Царевичский переулок
- Цветочная улица
- Цветочный проезд
- территория Цветочный Питомник
- район Центр
- территория Центральная Котельная
- Центральный сквер
- Церковная площадь
- Церковный проулок
- Цеховая улица
- Циркульный проезд
- Циркульный сквер
- Цокольный переулок
- парк Цыганская Горка
- территория Цыганская Горка

## Ч
- Чалнинская улица
- переулок Чапаева
- улица Чапаева
- Чапаевский переулок
- улица Чарльза Гаскойна
- улица Челюскинцев
- Черёмуховый проезд
- сквер Черёмушки
- Черничный парк
- Черничный проезд
- Чернышевский микрорайон
- улица Чернышевского
- микрорайон Черняховского
- переулок Черняховского
- улица Черняховского
- аллея Четвёртая Древлянка
- парк Четырёхвёрстное Озеро
- Четырёхвёрстный переулок
- Четырёхвёрстный проулок
- улица Чехова
- Чеховский переулок
- Чёлмужский проезд
- территория Чёртов Стул
- Чистая улица
- улица Чкалова
- Чкаловский переулок
- Чогозерская улица
- Чугунная улица
- улица Чудинова
- Чудский сквер
- Чупинский переулок
- Чуралахтинский переулок

## Ш
- Шалицкая улица
- Шапшезерская улица
- Шараповский спуск
- Шардонский проулок
- территория Шахновка
- Шахновский проезд
- Шведская аллея
- Шведский проезд
- улица Шевченко
- Шелтозерский переулок
- сквер Шестой Городок
- Шехманский переулок
- Шидловский бульвар
- парк Шиловка
- территория Шиловка
- аллея Шиловская Дорога
- Шиловский проезд
- Шиловский проулок
- Широкий переулок
- Шишковый сквер
- Шкиперский переулок
- Школьная аллея
- Школьный проезд
- Шликинский переулок
- Шмельцерский проезд
- Шокшинский проезд
- Шомбская улица
- Шоссейный переулок
- улица Шотмана
- Шпальный сквер
- Шубинская улица
- территория Шуйнаволок
- Шуйская площадь
- Шуйская улица
- территория Шуйская Мельница
- Шуйский переулок
- Шуйский сквер
- Шуйское шоссе
- площадь Шуйское Кольцо
- Шунгитовый проезд

## Щ
- Щелейкинский переулок
- переулок Щербакова
- улица Щербакова
- улица Щорса
- Щучья улица

## Э
- аллея Эколого-Патриотическая Тропа
- Электронная улица
- сквер Элиаса Лённрота
- аллея Энергетиков
- площадь Энергетиков
- проезд Энергетиков
- аллея Энтузиастов
- улица Энтузиастов
- переулок Эрвасти
- Эчмиадзинская улица

## Ю
- Южная улица
- парк Южная Кукковка
- территория Южная Кукковка
- микрорайон Южная Кукковка-1
- микрорайон Южная Кукковка-2
- микрорайон Южная Кукковка-3
- микрорайон Южная Кукковка-4
- микрорайон Южная Кукковка-5
- микрорайон Южная Кукковка-6
- микрорайон Южная Кукковка-7
- район Южная Промзона
- улица Южная Промзона
- Южнокукковская улица
- Южнокукковский переулок
- Южный парк
- Южный проезд
- территория Южный Переезд
- сквер Юности
- Юношеская улица
- сквер Юных Авиаторов
- Юпловский проезд
- Юргелицкий переулок
- сквер Юрия Андропова
- сквер Юрия Гагарина
- Юхновский проезд

## Я
- Яблоневый проезд
- Ягельный переулок
- Ягодный проезд
- Яковинский проезд
- Яковлевская площадь
- Якорный парк
- Якорный переулок
- аллея Ялгубская Дорога
- Ялгубское шоссе
- парк Ямка
- Ямской переулок
- Янишпольский проезд
- Янтарный квартал
- Яркий переулок
- Ярмарочная площадь
- Ярмарочный парк
- Ярославская улица
- Ясеневый проезд
- Ясный переулок
- Ястребиный переулок
- Яхтенный проезд
- Ячменный переулок
- Яшезерский переулок